# Lista över fornlämningar i Uddevalla kommun
Lista över fornlämningar i Uddevalla kommun är en förteckning av ett urval av de fornlämningar som finns i Uddevalla kommun.

## Bokenäs
| Namn                               | Lämningstyp                 | Tillkomsttid | Historisk indelning | Plats | Läge                 | ID-nr          | Bild                                 |
| ---------------------------------- | --------------------------- | ------------ | ------------------- | ----- | -------------------- | -------------- | ------------------------------------ |
| Bokenäs 1:1                        | Hällristning                |              | Bokenäs, Bohuslän   |       | 58.292251, 11.576902 | 10153700010001 | Ladda upp en bild av detta fornminne |
| Bokenäs 2:1                        | Röse                        |              | Bokenäs, Bohuslän   |       | 58.290862, 11.571756 | 10153700020001 | Ladda upp en bild av detta fornminne |
| Bokenäs 3:1                        | Röse                        |              | Bokenäs, Bohuslän   |       | 58.290056, 11.574190 | 10153700030001 | Ladda upp en bild av detta fornminne |
| Bokenäs 6:1                        | Röse                        |              | Bokenäs, Bohuslän   |       | 58.262299, 11.598958 | 10153700060001 | Ladda upp en bild av detta fornminne |
| Bokenäs 7:1                        | Hög                         |              | Bokenäs, Bohuslän   |       | 58.260405, 11.599057 | 10153700070001 | Ladda upp en bild av detta fornminne |
| Bokenäs 7:2                        | Hög                         |              | Bokenäs, Bohuslän   |       | 58.260530, 11.599132 | 10153700070002 | Ladda upp en bild av detta fornminne |
| Bokenäs 7:3                        | Hög                         |              | Bokenäs, Bohuslän   |       | 58.260677, 11.599242 | 10153700070003 | Ladda upp en bild av detta fornminne |
| Bokenäs 8:1                        | Röse                        |              | Bokenäs, Bohuslän   |       | 58.267288, 11.589584 | 10153700080001 | Ladda upp en bild av detta fornminne |
| Bokenäs 8:2                        | Röse                        |              | Bokenäs, Bohuslän   |       | 58.267299, 11.589893 | 10153700080002 | Ladda upp en bild av detta fornminne |
| Bokenäs 9:1                        | Röse                        |              | Bokenäs, Bohuslän   |       | 58.271311, 11.591922 | 10153700090001 | Ladda upp en bild av detta fornminne |
| Bokenäs 10:1                       | Stensättning                |              | Bokenäs, Bohuslän   |       | 58.273078, 11.593756 | 10153700100001 | Ladda upp en bild av detta fornminne |
| Bokenäs 10:2                       | Stensättning                |              | Bokenäs, Bohuslän   |       | 58.273153, 11.593958 | 10153700100002 | Ladda upp en bild av detta fornminne |
| Bokenäs 13:1                       | Fornborg                    |              | Bokenäs, Bohuslän   |       | 58.266051, 11.603417 | 10153700130001 | Ladda upp en bild av detta fornminne |
| Bokenäs 14:1                       | Stensättning                |              | Bokenäs, Bohuslän   |       | 58.278125, 11.590827 | 10153700140001 | Ladda upp en bild av detta fornminne |
| Bokenäs 15:1                       | Röse                        |              | Bokenäs, Bohuslän   |       | 58.276843, 11.588859 | 10153700150001 | Ladda upp en bild av detta fornminne |
| Bokenäs 16:1                       | Stensättning                |              | Bokenäs, Bohuslän   |       | 58.281001, 11.584631 | 10153700160001 | Ladda upp en bild av detta fornminne |
| Bokenäs 20:1                       | Stenkammargrav              |              | Bokenäs, Bohuslän   |       | 58.281158, 11.573281 | 10153700200001 | Ladda upp en bild av detta fornminne |
| Bokenäs 21:1                       | Stensättning                |              | Bokenäs, Bohuslän   |       | 58.278573, 11.569627 | 10153700210001 | Ladda upp en bild av detta fornminne |
| Bokenäs 22:1                       | Stenkammargrav              |              | Bokenäs, Bohuslän   |       | 58.276416, 11.570241 | 10153700220001 | Ladda upp en bild av detta fornminne |
| Bokenäs 24:1                       | Stenkammargrav              |              | Bokenäs, Bohuslän   |       | 58.273414, 11.575457 | 10153700240001 | Ladda upp en bild av detta fornminne |
| Bokenäs 25:1                       | Röse                        |              | Bokenäs, Bohuslän   |       | 58.270157, 11.565047 | 10153700250001 | Ladda upp en bild av detta fornminne |
| Bokenäs 26:1                       | Röse                        |              | Bokenäs, Bohuslän   |       | 58.260508, 11.559947 | 10153700260001 | Ladda upp en bild av detta fornminne |
| Bokenäs 26:2                       | Grav markerad av sten/block |              | Bokenäs, Bohuslän   |       | 58.260674, 11.560574 | 10153700260002 | Ladda upp en bild av detta fornminne |
| Bokenäs 27:1                       | Stensättning                |              | Bokenäs, Bohuslän   |       | 58.265495, 11.554259 | 10153700270001 | Ladda upp en bild av detta fornminne |
| Bokenäs 28:1                       | Gravfält                    |              | Bokenäs, Bohuslän   |       | 58.271487, 11.547404 | 10153700280001 | Ladda upp en bild av detta fornminne |
| Bokenäs 29:1                       | Röse                        |              | Bokenäs, Bohuslän   |       | 58.276337, 11.562270 | 10153700290001 | Ladda upp en bild av detta fornminne |
| Bokenäs 30:1                       | Röse                        |              | Bokenäs, Bohuslän   |       | 58.277605, 11.563883 | 10153700300001 | Ladda upp en bild av detta fornminne |
| Bokenäs 31:1                       | Hällristning                |              | Bokenäs, Bohuslän   |       | 58.280239, 11.565774 | 10153700310001 | Ladda upp en bild av detta fornminne |
| Bokenäs 32:1                       | Röse                        |              | Bokenäs, Bohuslän   |       | 58.282987, 11.570282 | 10153700320001 | Ladda upp en bild av detta fornminne |
| Bokenäs 33:1                       | Röse                        |              | Bokenäs, Bohuslän   |       | 58.257654, 11.616223 | 10153700330001 | Ladda upp en bild av detta fornminne |
| Bokenäs 34:1                       | Röse                        |              | Bokenäs, Bohuslän   |       | 58.288262, 11.572173 | 10153700340001 | Ladda upp en bild av detta fornminne |
| Bokenäs 35:1                       | Röse                        |              | Bokenäs, Bohuslän   |       | 58.283490, 11.562409 | 10153700350001 | Ladda upp en bild av detta fornminne |
| Bokenäs 36:1                       | Stensättning                |              | Bokenäs, Bohuslän   |       | 58.284157, 11.562217 | 10153700360001 | Ladda upp en bild av detta fornminne |
| Bokenäs 37:1                       | Stensättning                |              | Bokenäs, Bohuslän   |       | 58.288871, 11.557954 | 10153700370001 | Ladda upp en bild av detta fornminne |
| Bokenäs 38:1                       | Röse                        |              | Bokenäs, Bohuslän   |       | 58.287569, 11.560328 | 10153700380001 | Ladda upp en bild av detta fornminne |
| Bokenäs 39:1                       | Hällristning                |              | Bokenäs, Bohuslän   |       | 58.286985, 11.554411 | 10153700390001 | Ladda upp en bild av detta fornminne |
| Bokenäs 40:1                       | Röse                        |              | Bokenäs, Bohuslän   |       | 58.280018, 11.557107 | 10153700400001 | Ladda upp en bild av detta fornminne |
| Bokenäs 40:2                       | Röse                        |              | Bokenäs, Bohuslän   |       | 58.279829, 11.556940 | 10153700400002 | Ladda upp en bild av detta fornminne |
| Bokenäs 40:3                       | Stensättning                |              | Bokenäs, Bohuslän   |       | 58.279616, 11.557219 | 10153700400003 | Ladda upp en bild av detta fornminne |
| Bokenäs 40:4                       | Stensättning                |              | Bokenäs, Bohuslän   |       | 58.280236, 11.557076 | 10153700400004 | Ladda upp en bild av detta fornminne |
| Bokenäs 42:1                       | Stensättning                |              | Bokenäs, Bohuslän   |       | 58.272239, 11.545298 | 10153700420001 | Ladda upp en bild av detta fornminne |
| Bokenäs 42:2                       | Stensättning                |              | Bokenäs, Bohuslän   |       | 58.272137, 11.545358 | 10153700420002 | Ladda upp en bild av detta fornminne |
| Bokenäs 43:1                       | Stenkammargrav              |              | Bokenäs, Bohuslän   |       | 58.288105, 11.543802 | 10153700430001 | Ladda upp en bild av detta fornminne |
| Bokenäs 46:1                       | Röse                        |              | Bokenäs, Bohuslän   |       | 58.273336, 11.610060 | 10153700460001 | Ladda upp en bild av detta fornminne |
| Bokenäs 47:1                       | Röse                        |              | Bokenäs, Bohuslän   |       | 58.279103, 11.612570 | 10153700470001 | Ladda upp en bild av detta fornminne |
| Bokenäs 47:2                       | Stensättning                |              | Bokenäs, Bohuslän   |       | 58.278989, 11.612875 | 10153700470002 | Ladda upp en bild av detta fornminne |
| Bokenäs 48:1                       | Röse                        |              | Bokenäs, Bohuslän   |       | 58.281174, 11.618422 | 10153700480001 | Ladda upp en bild av detta fornminne |
| Bokenäs 49:1                       | Röse                        |              | Bokenäs, Bohuslän   |       | 58.279797, 11.610831 | 10153700490001 | Ladda upp en bild av detta fornminne |
| Bokenäs 50:1                       | Gravfält                    |              | Bokenäs, Bohuslän   |       | 58.273663, 11.653382 | 10153700500001 | Ladda upp en bild av detta fornminne |
| Bokenäs 54:1                       | Stensättning                |              | Bokenäs, Bohuslän   |       | 58.292506, 11.582041 | 10153700540001 | Ladda upp en bild av detta fornminne |
| Bokenäs 55:1                       | Hällristning                |              | Bokenäs, Bohuslän   |       | 58.292558, 11.588291 | 10153700550001 | Ladda upp en bild av detta fornminne |
| Bokenäs 56:1                       | Gravfält                    |              | Bokenäs, Bohuslän   |       | 58.293321, 11.601303 | 10153700560001 | Ladda upp en bild av detta fornminne |
| Bokenäs 57:1                       | Stensättning                |              | Bokenäs, Bohuslän   |       | 58.286670, 11.585369 | 10153700570001 | Ladda upp en bild av detta fornminne |
| Bokenäs 58:1                       | Röse                        |              | Bokenäs, Bohuslän   |       | 58.284397, 11.590126 | 10153700580001 | Ladda upp en bild av detta fornminne |
| Bokenäs 59:1                       | Stenkrets                   |              | Bokenäs, Bohuslän   |       | 58.283606, 11.596705 | 10153700590001 | Ladda upp en bild av detta fornminne |
| Bokenäs 59:2                       | Grav markerad av sten/block |              | Bokenäs, Bohuslän   |       | 58.283187, 11.596754 | 10153700590002 | Ladda upp en bild av detta fornminne |
| Bokenäs 60:1                       | Hög                         |              | Bokenäs, Bohuslän   |       | 58.286385, 11.595381 | 10153700600001 | Ladda upp en bild av detta fornminne |
| Bokenäs 60:2                       | Hög                         |              | Bokenäs, Bohuslän   |       | 58.286401, 11.594934 | 10153700600002 | Ladda upp en bild av detta fornminne |
| Bokenäs 61:1                       | Stensättning                |              | Bokenäs, Bohuslän   |       | 58.288286, 11.605403 | 10153700610001 | Ladda upp en bild av detta fornminne |
| Bokenäs 61:2                       | Stensättning                |              | Bokenäs, Bohuslän   |       | 58.288112, 11.605471 | 10153700610002 | Ladda upp en bild av detta fornminne |
| Bokenäs 62:1                       | Stensättning                |              | Bokenäs, Bohuslän   |       | 58.287811, 11.606077 | 10153700620001 | Ladda upp en bild av detta fornminne |
| Bokenäs 63:1                       | Hög                         |              | Bokenäs, Bohuslän   |       | 58.291152, 11.584441 | 10153700630001 | Ladda upp en bild av detta fornminne |
| Bokenäs 64:1                       | Röse                        |              | Bokenäs, Bohuslän   |       | 58.286887, 11.610822 | 10153700640001 | Ladda upp en bild av detta fornminne |
| Bokenäs 65:1                       | Stensättning                |              | Bokenäs, Bohuslän   |       | 58.290725, 11.610724 | 10153700650001 | Ladda upp en bild av detta fornminne |
| Bokenäs 65:2                       | Stensättning                |              | Bokenäs, Bohuslän   |       | 58.291043, 11.611203 | 10153700650002 | Ladda upp en bild av detta fornminne |
| Bokenäs 65:3                       | Stensättning                |              | Bokenäs, Bohuslän   |       | 58.290675, 11.610627 | 10153700650003 | Ladda upp en bild av detta fornminne |
| Bokenäs 66:1                       | Röse                        |              | Bokenäs, Bohuslän   |       | 58.289533, 11.611444 | 10153700660001 | Ladda upp en bild av detta fornminne |
| Bokenäs 67:1                       | Röse                        |              | Bokenäs, Bohuslän   |       | 58.289008, 11.614433 | 10153700670001 | Ladda upp en bild av detta fornminne |
| Bokenäs 67:2                       | Röse                        |              | Bokenäs, Bohuslän   |       | 58.289146, 11.614292 | 10153700670002 | Ladda upp en bild av detta fornminne |
| Bokenäs 70:1                       | Hög                         |              | Bokenäs, Bohuslän   |       | 58.296896, 11.617007 | 10153700700001 | Ladda upp en bild av detta fornminne |
| Bokenäs 71:1                       | Hög                         |              | Bokenäs, Bohuslän   |       | 58.272478, 11.640399 | 10153700710001 | Ladda upp en bild av detta fornminne |
| Bokenäs 75:1                       | Hög                         |              | Bokenäs, Bohuslän   |       | 58.278771, 11.533635 | 10153700750001 | Ladda upp en bild av detta fornminne |
| Bokenäs 76:1                       | Röse                        |              | Bokenäs, Bohuslän   |       | 58.277684, 11.539261 | 10153700760001 | Ladda upp en bild av detta fornminne |
| Bokenäs 77:1                       | Stenkammargrav              |              | Bokenäs, Bohuslän   |       | 58.290310, 11.546644 | 10153700770001 | Ladda upp en bild av detta fornminne |
| Axel Tordssons grav (Bokenäs 79:1) | Stenkammargrav              |              | Bokenäs, Bohuslän   |       | 58.284898, 11.542918 | 10153700790001 | Ladda upp en bild av detta fornminne |
| Bokenäs 80:1                       | Röse                        |              | Bokenäs, Bohuslän   |       | 58.289843, 11.540223 | 10153700800001 | Ladda upp en bild av detta fornminne |
| Bokenäs 82:1                       | Röse                        |              | Bokenäs, Bohuslän   |       | 58.280127, 11.526765 | 10153700820001 | Ladda upp en bild av detta fornminne |
| Bokenäs 83:1                       | Röse                        |              | Bokenäs, Bohuslän   |       | 58.282958, 11.530423 | 10153700830001 | Ladda upp en bild av detta fornminne |
| Bokenäs 83:2                       | Stensättning                |              | Bokenäs, Bohuslän   |       | 58.282623, 11.530365 | 10153700830002 | Ladda upp en bild av detta fornminne |
| Bokenäs 85:1                       | Röse                        |              | Bokenäs, Bohuslän   |       | 58.292624, 11.547280 | 10153700850001 | Ladda upp en bild av detta fornminne |
| Bokenäs 85:2                       | Stensättning                |              | Bokenäs, Bohuslän   |       | 58.292513, 11.547400 | 10153700850002 | Ladda upp en bild av detta fornminne |
| Bokenäs 85:3                       | Stensättning                |              | Bokenäs, Bohuslän   |       | 58.292744, 11.547141 | 10153700850003 | Ladda upp en bild av detta fornminne |
| Bokenäs 86:1                       | Röse                        |              | Bokenäs, Bohuslän   |       | 58.295987, 11.538832 | 10153700860001 | Ladda upp en bild av detta fornminne |
| Bokenäs 87:1                       | Hög                         |              | Bokenäs, Bohuslän   |       | 58.297078, 11.537694 | 10153700870001 | Ladda upp en bild av detta fornminne |
| Bokenäs 89:1                       | Röse                        |              | Bokenäs, Bohuslän   |       | 58.291635, 11.528227 | 10153700890001 | Ladda upp en bild av detta fornminne |
| Bokenäs 89:2                       | Stensättning                |              | Bokenäs, Bohuslän   |       | 58.291744, 11.528024 | 10153700890002 | Ladda upp en bild av detta fornminne |
| Bokenäs 90:1                       | Stensättning                |              | Bokenäs, Bohuslän   |       | 58.292147, 11.526295 | 10153700900001 | Ladda upp en bild av detta fornminne |
| Bokenäs 91:1                       | Röse                        |              | Bokenäs, Bohuslän   |       | 58.289267, 11.530802 | 10153700910001 | Ladda upp en bild av detta fornminne |
| Bokenäs 92:1                       | Grav markerad av sten/block |              | Bokenäs, Bohuslän   |       | 58.304113, 11.538113 | 10153700920001 | Ladda upp en bild av detta fornminne |
| Bokenäs 94:1                       | Gravfält                    |              | Bokenäs, Bohuslän   |       | 58.296435, 11.613856 | 10153700940001 | Ladda upp en bild av detta fornminne |
| Bokenäs 95:1                       | Stensättning                |              | Bokenäs, Bohuslän   |       | 58.294873, 11.553706 | 10153700950001 | Ladda upp en bild av detta fornminne |
| Bokenäs 95:2                       | Stensättning                |              | Bokenäs, Bohuslän   |       | 58.295019, 11.553562 | 10153700950002 | Ladda upp en bild av detta fornminne |
| Bokenäs 96:1                       | Röse                        |              | Bokenäs, Bohuslän   |       | 58.300052, 11.545945 | 10153700960001 | Ladda upp en bild av detta fornminne |
| Bokenäs 97:1                       | Röse                        |              | Bokenäs, Bohuslän   |       | 58.301918, 11.547235 | 10153700970001 | Ladda upp en bild av detta fornminne |
| Bokenäs 98:1                       | Röse                        |              | Bokenäs, Bohuslän   |       | 58.303189, 11.541642 | 10153700980001 | Ladda upp en bild av detta fornminne |
| Bokenäs 98:2                       | Röse                        |              | Bokenäs, Bohuslän   |       | 58.303478, 11.541266 | 10153700980002 | Ladda upp en bild av detta fornminne |
| Bokenäs 99:1                       | Röse                        |              | Bokenäs, Bohuslän   |       | 58.309475, 11.540953 | 10153700990001 | Ladda upp en bild av detta fornminne |
| Bokenäs 99:2                       | Röse                        |              | Bokenäs, Bohuslän   |       | 58.309386, 11.540762 | 10153700990002 | Ladda upp en bild av detta fornminne |
| Bokenäs 100:1                      | Röse                        |              | Bokenäs, Bohuslän   |       | 58.307191, 11.544212 | 10153701000001 | Ladda upp en bild av detta fornminne |
| Bokenäs 101:1                      | Hög                         |              | Bokenäs, Bohuslän   |       | 58.306494, 11.548960 | 10153701010001 | Ladda upp en bild av detta fornminne |
| Bokenäs 104:1                      | Stensättning                |              | Bokenäs, Bohuslän   |       | 58.295239, 11.557494 | 10153701040001 | Ladda upp en bild av detta fornminne |
| Bokenäs 105:1                      | Hällristning                |              | Bokenäs, Bohuslän   |       | 58.296839, 11.543165 | 10153701050001 | Ladda upp en bild av detta fornminne |
| Bokenäs 105:2                      | Hällristning                |              | Bokenäs, Bohuslän   |       | 58.296959, 11.543249 | 10153701050002 | Ladda upp en bild av detta fornminne |
| Bokenäs 105:3                      | Hällristning                |              | Bokenäs, Bohuslän   |       | 58.296988, 11.543158 | 10153701050003 | Ladda upp en bild av detta fornminne |
| Bokenäs 105:4                      | Hällristning                |              | Bokenäs, Bohuslän   |       | 58.296910, 11.543098 | 10153701050004 | Ladda upp en bild av detta fornminne |
| Bokenäs 106:1                      | Stensättning                |              | Bokenäs, Bohuslän   |       | 58.295043, 11.560159 | 10153701060001 | Ladda upp en bild av detta fornminne |
| Bokenäs 107:1                      | Röse                        |              | Bokenäs, Bohuslän   |       | 58.297370, 11.560674 | 10153701070001 | Ladda upp en bild av detta fornminne |
| Bokenäs 108:1                      | Röse                        |              | Bokenäs, Bohuslän   |       | 58.298578, 11.559727 | 10153701080001 | Ladda upp en bild av detta fornminne |
| Bokenäs 108:2                      | Röse                        |              | Bokenäs, Bohuslän   |       | 58.298884, 11.559113 | 10153701080002 | Ladda upp en bild av detta fornminne |
| Bokenäs 109:1                      | Röse                        |              | Bokenäs, Bohuslän   |       | 58.300272, 11.558958 | 10153701090001 | Ladda upp en bild av detta fornminne |
| Bokenäs 110:1                      | Röse                        |              | Bokenäs, Bohuslän   |       | 58.304888, 11.558352 | 10153701100001 | Ladda upp en bild av detta fornminne |
| Bokenäs 110:2                      | Stensättning                |              | Bokenäs, Bohuslän   |       | 58.304916, 11.558153 | 10153701100002 | Ladda upp en bild av detta fornminne |
| Bokenäs 111:1                      | Röse                        |              | Bokenäs, Bohuslän   |       | 58.300829, 11.566838 | 10153701110001 | Ladda upp en bild av detta fornminne |
| Bokenäs 111:2                      | Röse                        |              | Bokenäs, Bohuslän   |       | 58.300715, 11.566703 | 10153701110002 | Ladda upp en bild av detta fornminne |
| Bokenäs 112:1                      | Röse                        |              | Bokenäs, Bohuslän   |       | 58.299958, 11.566465 | 10153701120001 | Ladda upp en bild av detta fornminne |
| Bokenäs 112:2                      | Röse                        |              | Bokenäs, Bohuslän   |       | 58.300118, 11.566422 | 10153701120002 | Ladda upp en bild av detta fornminne |
| Bokenäs 112:3                      | Röse                        |              | Bokenäs, Bohuslän   |       | 58.299927, 11.566983 | 10153701120003 | Ladda upp en bild av detta fornminne |
| Bokenäs 113:1                      | Röse                        |              | Bokenäs, Bohuslän   |       | 58.300365, 11.565904 | 10153701130001 | Ladda upp en bild av detta fornminne |
| Bokenäs 114:1                      | Röse                        |              | Bokenäs, Bohuslän   |       | 58.301181, 11.563823 | 10153701140001 | Ladda upp en bild av detta fornminne |
| Bokenäs 114:2                      | Röse                        |              | Bokenäs, Bohuslän   |       | 58.301085, 11.563685 | 10153701140002 | Ladda upp en bild av detta fornminne |
| Bokenäs 115:1                      | Stensättning                |              | Bokenäs, Bohuslän   |       | 58.299438, 11.567917 | 10153701150001 | Ladda upp en bild av detta fornminne |
| Bokenäs 116:1                      | Stensättning                |              | Bokenäs, Bohuslän   |       | 58.300280, 11.570261 | 10153701160001 | Ladda upp en bild av detta fornminne |
| Bokenäs 117:1                      | Hällristning                |              | Bokenäs, Bohuslän   |       | 58.292232, 11.559482 | 10153701170001 | Ladda upp en bild av detta fornminne |
| Bokenäs 118:1                      | Hällristning                |              | Bokenäs, Bohuslän   |       | 58.294067, 11.580304 | 10153701180001 | Ladda upp en bild av detta fornminne |
| Bokenäs 118:2                      | Hällristning                |              | Bokenäs, Bohuslän   |       | 58.293872, 11.579533 | 10153701180002 | Ladda upp en bild av detta fornminne |
| Bokenäs 118:3                      | Hällristning                |              | Bokenäs, Bohuslän   |       | 58.293867, 11.579857 | 10153701180003 | Ladda upp en bild av detta fornminne |
| Bokenäs 121:1                      | Röse                        |              | Bokenäs, Bohuslän   |       | 58.312909, 11.567942 | 10153701210001 | Ladda upp en bild av detta fornminne |
| Bokenäs 122:1                      | Röse                        |              | Bokenäs, Bohuslän   |       | 58.315812, 11.557141 | 10153701220001 | Ladda upp en bild av detta fornminne |
| Bokenäs 123:1                      | Röse                        |              | Bokenäs, Bohuslän   |       | 58.313889, 11.553362 | 10153701230001 | Ladda upp en bild av detta fornminne |
| Bokenäs 124:1                      | Stenkammargrav              |              | Bokenäs, Bohuslän   |       | 58.309382, 11.557834 | 10153701240001 | Ladda upp en bild av detta fornminne |
| Bokenäs 125:1                      | Röse                        |              | Bokenäs, Bohuslän   |       | 58.298981, 11.575857 | 10153701250001 | Ladda upp en bild av detta fornminne |
| Bokenäs 127:1                      | Gravfält                    |              | Bokenäs, Bohuslän   |       | 58.337918, 11.586415 | 10153701270001 | Ladda upp en bild av detta fornminne |
| Bokenäs 132:1                      | Röse                        |              | Bokenäs, Bohuslän   |       | 58.322990, 11.565500 | 10153701320001 | Ladda upp en bild av detta fornminne |
| Bokenäs 133:1                      | Röse                        |              | Bokenäs, Bohuslän   |       | 58.320688, 11.564381 | 10153701330001 | Ladda upp en bild av detta fornminne |
| Bokenäs 134:1                      | Gravfält                    |              | Bokenäs, Bohuslän   |       | 58.322932, 11.584621 | 10153701340001 | Ladda upp en bild av detta fornminne |
| Bokenäs 136:1                      | Grav markerad av sten/block |              | Bokenäs, Bohuslän   |       | 58.323727, 11.605356 | 10153701360001 | Ladda upp en bild av detta fornminne |
| Bokenäs 139:1                      | Röse                        |              | Bokenäs, Bohuslän   |       | 58.304909, 11.575213 | 10153701390001 | Ladda upp en bild av detta fornminne |
| Bokenäs 158:1                      | Grav markerad av sten/block |              | Bokenäs, Bohuslän   |       | 58.321202, 11.577988 | 10153701580001 | Ladda upp en bild av detta fornminne |
| Bokenäs 185:1                      | Hög                         |              | Bokenäs, Bohuslän   |       | 58.304451, 11.551975 | 10153701850001 | Ladda upp en bild av detta fornminne |
| Bokenäs 244:1                      | Stensättning                |              | Bokenäs, Bohuslän   |       | 58.283961, 11.551770 | 10153702440001 | Ladda upp en bild av detta fornminne |
| Bokenäs 254:1                      | Hög                         |              | Bokenäs, Bohuslän   |       | 58.276541, 11.557815 | 10153702540001 | Ladda upp en bild av detta fornminne |
| Bokenäs 259:1                      | Stensättning                |              | Bokenäs, Bohuslän   |       | 58.261118, 11.562247 | 10153702590001 | Ladda upp en bild av detta fornminne |
| Bokenäs 261:1                      | Stenkammargrav              |              | Bokenäs, Bohuslän   |       | 58.276931, 11.587377 | 10153702610001 | Ladda upp en bild av detta fornminne |
| Bokenäs 302:1                      | Stensättning                |              | Bokenäs, Bohuslän   |       | 58.251675, 11.605932 | 10153703020001 | Ladda upp en bild av detta fornminne |
| Bokenäs 303:1                      | Hög                         |              | Bokenäs, Bohuslän   |       | 58.295279, 11.580640 | 10153703030001 | Ladda upp en bild av detta fornminne |
| Bokenäs 307:1                      | Stensättning                |              | Bokenäs, Bohuslän   |       | 58.258972, 11.593994 | 10153703070001 | Ladda upp en bild av detta fornminne |
| Bokenäs 312:1                      | Stensättning                |              | Bokenäs, Bohuslän   |       | 58.282016, 11.595390 | 10153703120001 | Ladda upp en bild av detta fornminne |
| Bokenäs 319:1                      | Stensättning                |              | Bokenäs, Bohuslän   |       | 58.292758, 11.625616 | 10153703190001 | Ladda upp en bild av detta fornminne |
| Bokenäs 328:1                      | Hög                         |              | Bokenäs, Bohuslän   |       | 58.294774, 11.617858 | 10153703280001 | Ladda upp en bild av detta fornminne |
| Bokenäs 348:1                      | Stensättning                |              | Bokenäs, Bohuslän   |       | 58.268769, 11.649643 | 10153703480001 | Ladda upp en bild av detta fornminne |
| Bokenäs 348:2                      | Stensättning                |              | Bokenäs, Bohuslän   |       | 58.268833, 11.649759 | 10153703480002 | Ladda upp en bild av detta fornminne |
| Bokenäs 348:3                      | Stensättning                |              | Bokenäs, Bohuslän   |       | 58.268870, 11.649200 | 10153703480003 | Ladda upp en bild av detta fornminne |
| Bokenäs 366:1                      | Röse                        |              | Bokenäs, Bohuslän   |       | 58.275484, 11.543294 | 10153703660001 | Ladda upp en bild av detta fornminne |
| Bokenäs 379:2                      | Stensättning                |              | Bokenäs, Bohuslän   |       | 58.298870, 11.570539 | 10153703790002 | Ladda upp en bild av detta fornminne |
| Bokenäs 418:1                      | Stensättning                |              | Bokenäs, Bohuslän   |       | 58.313050, 11.607061 | 10153704180001 | Ladda upp en bild av detta fornminne |
| Bokenäs 422:1                      | Hällristning                |              | Bokenäs, Bohuslän   |       | 58.275206, 11.565471 | 10153704220001 | Ladda upp en bild av detta fornminne |
| Bokenäs 435:1                      | Hällristning                |              | Bokenäs, Bohuslän   |       | 58.291194, 11.561410 | 10153704350001 | Ladda upp en bild av detta fornminne |
| Bokenäs 436:1                      | Hällristning                |              | Bokenäs, Bohuslän   |       | 58.293012, 11.559203 | 10153704360001 | Ladda upp en bild av detta fornminne |
| Bokenäs 437:1                      | Hällristning                |              | Bokenäs, Bohuslän   |       | 58.293090, 11.560353 | 10153704370001 | Ladda upp en bild av detta fornminne |
| Bokenäs 438:1                      | Hällristning                |              | Bokenäs, Bohuslän   |       | 58.293150, 11.558258 | 10153704380001 | Ladda upp en bild av detta fornminne |
| Bokenäs 439:1                      | Hällristning                |              | Bokenäs, Bohuslän   |       | 58.286399, 11.553565 | 10153704390001 | Ladda upp en bild av detta fornminne |
| Bokenäs 439:2                      | Hällristning                |              | Bokenäs, Bohuslän   |       | 58.286399, 11.553565 | 10153704390002 | Ladda upp en bild av detta fornminne |
| Bokenäs 440:1                      | Hällristning                |              | Bokenäs, Bohuslän   |       | 58.285117, 11.553686 | 10153704400001 | Ladda upp en bild av detta fornminne |
| Bokenäs 440:2                      | Hällristning                |              | Bokenäs, Bohuslän   |       | 58.285064, 11.553695 | 10153704400002 | Ladda upp en bild av detta fornminne |
| Bokenäs 440:3                      | Hällristning                |              | Bokenäs, Bohuslän   |       | 58.284934, 11.553818 | 10153704400003 | Ladda upp en bild av detta fornminne |
| Bokenäs 441:1                      | Hällristning                |              | Bokenäs, Bohuslän   |       | 58.296628, 11.564790 | 10153704410001 | Ladda upp en bild av detta fornminne |
| Bokenäs 442:1                      | Hällristning                |              | Bokenäs, Bohuslän   |       | 58.296382, 11.571246 | 10153704420001 | Ladda upp en bild av detta fornminne |
| Bokenäs 443:1                      | Hällristning                |              | Bokenäs, Bohuslän   |       | 58.277843, 11.595213 | 10153704430001 | Ladda upp en bild av detta fornminne |
| Bokenäs 443:2                      | Hällristning                |              | Bokenäs, Bohuslän   |       | 58.277843, 11.595213 | 10153704430002 | Ladda upp en bild av detta fornminne |
| Bokenäs 443:3                      | Hällristning                |              | Bokenäs, Bohuslän   |       | 58.277843, 11.595213 | 10153704430003 | Ladda upp en bild av detta fornminne |
| Bokenäs 449:1                      | Hällristning                |              | Bokenäs, Bohuslän   |       | 58.293532, 11.612780 | 10153704490001 | Ladda upp en bild av detta fornminne |
| Bokenäs 449:2                      | Hällristning                |              | Bokenäs, Bohuslän   |       | 58.293532, 11.612780 | 10153704490002 | Ladda upp en bild av detta fornminne |
| Bokenäs 457                        | Hällristning                |              | Bokenäs, Bohuslän   |       | 58.285579, 11.551177 | 12000000118184 | Ladda upp en bild av detta fornminne |
| Bokenäs 458                        | Hällristning                |              | Bokenäs, Bohuslän   |       | 58.292628, 11.551208 | 12000000118192 | Ladda upp en bild av detta fornminne |
| Bokenäs 459                        | Hällristning                |              | Bokenäs, Bohuslän   |       | 58.285443, 11.551447 | 12000000118196 | Ladda upp en bild av detta fornminne |
| Bokenäs 460                        | Hällristning                |              | Bokenäs, Bohuslän   |       | 58.281513, 11.597633 | 12000000118701 | Ladda upp en bild av detta fornminne |
| Bokenäs 461                        | Hällristning                |              | Bokenäs, Bohuslän   |       | 58.281614, 11.598067 | 12000000118703 | Ladda upp en bild av detta fornminne |
| Bokenäs 462                        | Hällristning                |              | Bokenäs, Bohuslän   |       | 58.295934, 11.583273 | 12000000118705 | Ladda upp en bild av detta fornminne |
| Bokenäs 463                        | Hällristning                |              | Bokenäs, Bohuslän   |       | 58.280743, 11.587638 | 12000000118707 | Ladda upp en bild av detta fornminne |
| Bokenäs 464                        | Hällristning                |              | Bokenäs, Bohuslän   |       | 58.291103, 11.549666 | 12000000133151 | Ladda upp en bild av detta fornminne |
| Bokenäs 465                        | Hällristning                |              | Bokenäs, Bohuslän   |       | 58.290815, 11.548995 | 12000000133153 | Ladda upp en bild av detta fornminne |

## Dragsmark
| Namn                               | Lämningstyp                 | Tillkomsttid | Historisk indelning | Plats | Läge                 | ID-nr          | Bild                                      |
| ---------------------------------- | --------------------------- | ------------ | ------------------- | ----- | -------------------- | -------------- | ----------------------------------------- |
| Dragsmark 1:1                      | Röse                        |              | Dragsmark, Bohuslän |       | 58.258224, 11.548011 | 10154300010001 | Ladda upp en bild av detta fornminne      |
| Dragsmark 2:1                      | Kloster                     |              | Dragsmark, Bohuslän |       | 58.251875, 11.551260 | 10154300020001 | Ladda upp en till bild av detta fornminne |
| Dragsmark 3:1                      | Röse                        |              | Dragsmark, Bohuslän |       | 58.253912, 11.556639 | 10154300030001 | Ladda upp en bild av detta fornminne      |
| Dragsmark 4:1                      | Röse                        |              | Dragsmark, Bohuslän |       | 58.254566, 11.569124 | 10154300040001 | Ladda upp en bild av detta fornminne      |
| Dragsmark 5:1                      | Röse                        |              | Dragsmark, Bohuslän |       | 58.236249, 11.555780 | 10154300050001 | Ladda upp en bild av detta fornminne      |
| Dragsmark 7:1                      | Röse                        |              | Dragsmark, Bohuslän |       | 58.247941, 11.572647 | 10154300070001 | Ladda upp en bild av detta fornminne      |
| Dragsmark 7:2                      | Stensättning                |              | Dragsmark, Bohuslän |       | 58.247582, 11.572983 | 10154300070002 | Ladda upp en bild av detta fornminne      |
| Dragsmark 7:3                      | Stensättning                |              | Dragsmark, Bohuslän |       | 58.248187, 11.572520 | 10154300070003 | Ladda upp en bild av detta fornminne      |
| Dragsmark 8:1                      | Grav markerad av sten/block |              | Dragsmark, Bohuslän |       | 58.247672, 11.551934 | 10154300080001 | Ladda upp en bild av detta fornminne      |
| Dragsmark 8:2                      | Grav markerad av sten/block |              | Dragsmark, Bohuslän |       | 58.247353, 11.551629 | 10154300080002 | Ladda upp en bild av detta fornminne      |
| Dragsmark 13:1                     | Röse                        |              | Dragsmark, Bohuslän |       | 58.255834, 11.584714 | 10154300130001 | Ladda upp en bild av detta fornminne      |
| Dragsmark 14:1                     | Röse                        |              | Dragsmark, Bohuslän |       | 58.254122, 11.590793 | 10154300140001 | Ladda upp en bild av detta fornminne      |
| Dragsmark 15:1                     | Röse                        |              | Dragsmark, Bohuslän |       | 58.248704, 11.588962 | 10154300150001 | Ladda upp en bild av detta fornminne      |
| Dragsmark 17:1                     | Röse                        |              | Dragsmark, Bohuslän |       | 58.275913, 11.533442 | 10154300170001 | Ladda upp en bild av detta fornminne      |
| Borrås (Dragsmark 19:1)            | Fornborg                    |              | Dragsmark, Bohuslän |       | 58.276594, 11.526107 | 10154300190001 | Ladda upp en bild av detta fornminne      |
| Dragsmark 21:1                     | Röse                        |              | Dragsmark, Bohuslän |       | 58.274558, 11.515509 | 10154300210001 | Ladda upp en bild av detta fornminne      |
| Kung Stompes grav (Dragsmark 22:1) | Röse                        |              | Dragsmark, Bohuslän |       | 58.276759, 11.505412 | 10154300220001 | Ladda upp en bild av detta fornminne      |
| Dragsmark 23:1                     | Grav markerad av sten/block |              | Dragsmark, Bohuslän |       | 58.264805, 11.502359 | 10154300230001 | Ladda upp en bild av detta fornminne      |
| Dragsmark 24:1                     | Röse                        |              | Dragsmark, Bohuslän |       | 58.266039, 11.498045 | 10154300240001 | Ladda upp en bild av detta fornminne      |
| Klostergård (Dragsmark 55:1)       | Stensättning                |              | Dragsmark, Bohuslän |       | 58.256067, 11.581719 | 10154300550001 | Ladda upp en bild av detta fornminne      |
| Dragsmark 57:1                     | Stensättning                |              | Dragsmark, Bohuslän |       | 58.235822, 11.566156 | 10154300570001 | Ladda upp en bild av detta fornminne      |
| Dragsmark 58:1                     | Röse                        |              | Dragsmark, Bohuslän |       | 58.235354, 11.565639 | 10154300580001 | Ladda upp en bild av detta fornminne      |
| Dragsmark 58:2                     | Röse                        |              | Dragsmark, Bohuslän |       | 58.235296, 11.565425 | 10154300580002 | Ladda upp en bild av detta fornminne      |
| Dragsmark 58:3                     | Stensättning                |              | Dragsmark, Bohuslän |       | 58.235346, 11.565115 | 10154300580003 | Ladda upp en bild av detta fornminne      |

## Forshälla
| Namn                              | Lämningstyp                 | Tillkomsttid | Historisk indelning | Plats | Läge                 | ID-nr          | Bild                                      |
| --------------------------------- | --------------------------- | ------------ | ------------------- | ----- | -------------------- | -------------- | ----------------------------------------- |
| Forshälla 3:1                     | Röse                        |              | Forshälla, Bohuslän |       | 58.314984, 11.815038 | 10154400030001 | Ladda upp en till bild av detta fornminne |
| Forshälla 4:1                     | Stensättning                |              | Forshälla, Bohuslän |       | 58.306458, 11.820477 | 10154400040001 | Ladda upp en bild av detta fornminne      |
| Forshälla 13:1                    | Stensättning                |              | Forshälla, Bohuslän |       | 58.287259, 11.830733 | 10154400130001 | Ladda upp en bild av detta fornminne      |
| Forshälla 18:1                    | Stensättning                |              | Forshälla, Bohuslän |       | 58.281846, 11.830844 | 10154400180001 | Ladda upp en bild av detta fornminne      |
| Forshälla 19:1                    | Gravfält                    |              | Forshälla, Bohuslän |       | 58.280780, 11.832931 | 10154400190001 | Ladda upp en bild av detta fornminne      |
| Forshälla 21:1                    | Stensättning                |              | Forshälla, Bohuslän |       | 58.325467, 11.853658 | 10154400210001 | Ladda upp en bild av detta fornminne      |
| Forshälla 21:2                    | Stensättning                |              | Forshälla, Bohuslän |       | 58.325177, 11.853607 | 10154400210002 | Ladda upp en bild av detta fornminne      |
| Forshälla 22:1                    | Stensättning                |              | Forshälla, Bohuslän |       | 58.324517, 11.853933 | 10154400220001 | Ladda upp en bild av detta fornminne      |
| Forshälla 23:1                    | Grav markerad av sten/block |              | Forshälla, Bohuslän |       | 58.321421, 11.854393 | 10154400230001 | Ladda upp en bild av detta fornminne      |
| Forshälla 24:1                    | Gravfält                    |              | Forshälla, Bohuslän |       | 58.322571, 11.853848 | 10154400240001 | Ladda upp en bild av detta fornminne      |
| Forshälla 26:1                    | Gravfält                    |              | Forshälla, Bohuslän |       | 58.320418, 11.847241 | 10154400260001 | Ladda upp en bild av detta fornminne      |
| Forshälla 41:1                    | Stenkammargrav              |              | Forshälla, Bohuslän |       | 58.277540, 11.851422 | 10154400410001 | Ladda upp en bild av detta fornminne      |
| Forshälla 43:1                    | Stensättning                |              | Forshälla, Bohuslän |       | 58.283547, 11.868722 | 10154400430001 | Ladda upp en bild av detta fornminne      |
| Forshälla 43:2                    | Stensättning                |              | Forshälla, Bohuslän |       | 58.283323, 11.868150 | 10154400430002 | Ladda upp en bild av detta fornminne      |
| Forshälla 43:3                    | Stensättning                |              | Forshälla, Bohuslän |       | 58.283746, 11.869058 | 10154400430003 | Ladda upp en bild av detta fornminne      |
| Forshälla 43:4                    | Stensättning                |              | Forshälla, Bohuslän |       | 58.283341, 11.869018 | 10154400430004 | Ladda upp en bild av detta fornminne      |
| Forshälla 44:1                    | Stensättning                |              | Forshälla, Bohuslän |       | 58.281714, 11.867291 | 10154400440001 | Ladda upp en bild av detta fornminne      |
| Forshälla 45:1                    | Stensättning                |              | Forshälla, Bohuslän |       | 58.277988, 11.878628 | 10154400450001 | Ladda upp en bild av detta fornminne      |
| Forshälla 50:1                    | Gravfält                    |              | Forshälla, Bohuslän |       | 58.289288, 11.892142 | 10154400500001 | Ladda upp en bild av detta fornminne      |
| Forshälla 61:2                    | Stensättning                |              | Forshälla, Bohuslän |       | 58.295213, 11.911238 | 10154400610002 | Ladda upp en bild av detta fornminne      |
| Forshälla 61:3                    | Stensättning                |              | Forshälla, Bohuslän |       | 58.295290, 11.911110 | 10154400610003 | Ladda upp en bild av detta fornminne      |
| Forshälla 63:1                    | Gravfält                    |              | Forshälla, Bohuslän |       | 58.291028, 11.906271 | 10154400630001 | Ladda upp en bild av detta fornminne      |
| Kung Eskils Grav (Forshälla 64:1) | Röse                        |              | Forshälla, Bohuslän |       | 58.286703, 11.901878 | 10154400640001 | Ladda upp en bild av detta fornminne      |
| Forshälla 66:1                    | Röse                        |              | Forshälla, Bohuslän |       | 58.297488, 11.926628 | 10154400660001 | Ladda upp en bild av detta fornminne      |
| Forshälla 67:1                    | Stenkammargrav              |              | Forshälla, Bohuslän |       | 58.296740, 11.923464 | 10154400670001 | Ladda upp en bild av detta fornminne      |
| Forshälla 72:1                    | Stensättning                |              | Forshälla, Bohuslän |       | 58.308559, 11.953874 | 10154400720001 | Ladda upp en bild av detta fornminne      |
| Forshälla 72:2                    | Stensättning                |              | Forshälla, Bohuslän |       | 58.308600, 11.954075 | 10154400720002 | Ladda upp en bild av detta fornminne      |
| Forshälla 73:1                    | Stensättning                |              | Forshälla, Bohuslän |       | 58.312851, 11.944740 | 10154400730001 | Ladda upp en bild av detta fornminne      |
| Forshälla 82:1                    | Stensättning                |              | Forshälla, Bohuslän |       | 58.277150, 11.890350 | 10154400820001 | Ladda upp en bild av detta fornminne      |
| Forshälla 82:2                    | Stensättning                |              | Forshälla, Bohuslän |       | 58.277017, 11.889854 | 10154400820002 | Ladda upp en bild av detta fornminne      |
| Forshälla 83:1                    | Röse                        |              | Forshälla, Bohuslän |       | 58.276870, 11.792789 | 10154400830001 | Ladda upp en bild av detta fornminne      |
| Forshälla 84:1                    | Stensättning                |              | Forshälla, Bohuslän |       | 58.291013, 11.774550 | 10154400840001 | Ladda upp en bild av detta fornminne      |
| Forshälla 86:1                    | Stensättning                |              | Forshälla, Bohuslän |       | 58.296295, 11.769454 | 10154400860001 | Ladda upp en bild av detta fornminne      |
| Forshälla 87:1                    | Röse                        |              | Forshälla, Bohuslän |       | 58.269248, 11.834158 | 10154400870001 | Ladda upp en bild av detta fornminne      |
| Forshälla 88:1                    | Röse                        |              | Forshälla, Bohuslän |       | 58.268613, 11.831515 | 10154400880001 | Ladda upp en bild av detta fornminne      |
| Forshälla 89:1                    | Stensättning                |              | Forshälla, Bohuslän |       | 58.269384, 11.831467 | 10154400890001 | Ladda upp en bild av detta fornminne      |
| Forshälla 92:1                    | Röse                        |              | Forshälla, Bohuslän |       | 58.265124, 11.839352 | 10154400920001 | Ladda upp en bild av detta fornminne      |
| Forshälla 92:2                    | Röse                        |              | Forshälla, Bohuslän |       | 58.265042, 11.839617 | 10154400920002 | Ladda upp en bild av detta fornminne      |
| Forshälla 92:3                    | Stenkrets                   |              | Forshälla, Bohuslän |       | 58.264860, 11.839841 | 10154400920003 | Ladda upp en bild av detta fornminne      |
| Forshälla 93:1                    | Röse                        |              | Forshälla, Bohuslän |       | 58.262676, 11.840140 | 10154400930001 | Ladda upp en bild av detta fornminne      |
| Forshälla 94:1                    | Gravfält                    |              | Forshälla, Bohuslän |       | 58.262659, 11.841490 | 10154400940001 | Ladda upp en bild av detta fornminne      |
| Forshälla 95:1                    | Röse                        |              | Forshälla, Bohuslän |       | 58.261941, 11.840798 | 10154400950001 | Ladda upp en bild av detta fornminne      |
| Forshälla 95:2                    | Stensättning                |              | Forshälla, Bohuslän |       | 58.262040, 11.840821 | 10154400950002 | Ladda upp en bild av detta fornminne      |
| Forshälla 99:1                    | Stensättning                |              | Forshälla, Bohuslän |       | 58.268186, 11.850587 | 10154400990001 | Ladda upp en bild av detta fornminne      |
| Lindjärns kyrka (Forshälla 101:1) | Röse                        |              | Forshälla, Bohuslän |       | 58.240404, 12.040115 | 10154401010001 | Ladda upp en bild av detta fornminne      |
| Forshälla 103:1                   | Röse                        |              | Forshälla, Bohuslän |       | 58.248443, 12.068182 | 10154401030001 | Ladda upp en bild av detta fornminne      |
| Forshälla 106:1                   | Hög                         |              | Forshälla, Bohuslän |       | 58.289734, 11.992241 | 10154401060001 | Ladda upp en bild av detta fornminne      |
| Forshälla 107:1                   | Hög                         |              | Forshälla, Bohuslän |       | 58.290616, 11.991612 | 10154401070001 | Ladda upp en bild av detta fornminne      |
| Forshälla 107:2                   | Stensättning                |              | Forshälla, Bohuslän |       | 58.290861, 11.991725 | 10154401070002 | Ladda upp en bild av detta fornminne      |
| Forshälla 108:1                   | Stensättning                |              | Forshälla, Bohuslän |       | 58.289112, 11.994550 | 10154401080001 | Ladda upp en bild av detta fornminne      |
| Forshälla 108:2                   | Stensättning                |              | Forshälla, Bohuslän |       | 58.288996, 11.994220 | 10154401080002 | Ladda upp en bild av detta fornminne      |
| Forshälla 114:1                   | Stensättning                |              | Forshälla, Bohuslän |       | 58.254170, 12.060717 | 10154401140001 | Ladda upp en bild av detta fornminne      |
| Forshälla 114:3                   | Stensättning                |              | Forshälla, Bohuslän |       | 58.254439, 12.060744 | 10154401140003 | Ladda upp en bild av detta fornminne      |
| Grevesten (Forshälla 126:1)       | Stensättning                |              | Forshälla, Bohuslän |       | 58.300696, 12.053064 | 10154401260001 | Ladda upp en bild av detta fornminne      |
| Forshälla 131:1                   | Stensättning                |              | Forshälla, Bohuslän |       | 58.293596, 11.825747 | 10154401310001 | Ladda upp en bild av detta fornminne      |
| Forshälla 131:2                   | Stensättning                |              | Forshälla, Bohuslän |       | 58.293475, 11.825608 | 10154401310002 | Ladda upp en bild av detta fornminne      |
| Forshälla 135:1                   | Stensättning                |              | Forshälla, Bohuslän |       | 58.291021, 11.918585 | 10154401350001 | Ladda upp en bild av detta fornminne      |
| Forshälla 135:2                   | Stensättning                |              | Forshälla, Bohuslän |       | 58.291166, 11.918346 | 10154401350002 | Ladda upp en bild av detta fornminne      |
| Forshälla 135:3                   | Stensättning                |              | Forshälla, Bohuslän |       | 58.291181, 11.918549 | 10154401350003 | Ladda upp en bild av detta fornminne      |
| Forshälla 138:1                   | Stensättning                |              | Forshälla, Bohuslän |       | 58.279570, 11.872941 | 10154401380001 | Ladda upp en bild av detta fornminne      |
| Forshälla 142:1                   | Hög                         |              | Forshälla, Bohuslän |       | 58.297845, 11.876565 | 10154401420001 | Ladda upp en bild av detta fornminne      |
| Forshälla 153:1                   | Stensättning                |              | Forshälla, Bohuslän |       | 58.270381, 11.923233 | 10154401530001 | Ladda upp en bild av detta fornminne      |
| Forshälla 157:1                   | Hällristning                |              | Forshälla, Bohuslän |       | 58.295163, 11.914001 | 10154401570001 | Ladda upp en bild av detta fornminne      |
| Forshälla 260:1                   | Gravfält                    |              | Forshälla, Bohuslän |       | 58.293368, 11.873786 | 10154402600001 | Ladda upp en bild av detta fornminne      |
| Forshälla 280:1                   | Gravfält                    |              | Forshälla, Bohuslän |       | 58.318627, 11.916466 | 10154402800001 | Ladda upp en bild av detta fornminne      |
| Forshälla 289:1                   | Stensättning                |              | Forshälla, Bohuslän |       | 58.286988, 11.938645 | 10154402890001 | Ladda upp en bild av detta fornminne      |
| Forshälla 290:1                   | Stensättning                |              | Forshälla, Bohuslän |       | 58.295243, 11.933165 | 10154402900001 | Ladda upp en bild av detta fornminne      |
| Forshälla 292:1                   | Stensättning                |              | Forshälla, Bohuslän |       | 58.298614, 11.937718 | 10154402920001 | Ladda upp en bild av detta fornminne      |
| Forshälla 293:1                   | Stensättning                |              | Forshälla, Bohuslän |       | 58.294767, 11.911952 | 10154402930001 | Ladda upp en bild av detta fornminne      |
| Forshälla 298:1                   | Stensättning                |              | Forshälla, Bohuslän |       | 58.274574, 11.880957 | 10154402980001 | Ladda upp en bild av detta fornminne      |
| Forshälla 341:1                   | Stensättning                |              | Forshälla, Bohuslän |       | 58.322410, 11.852500 | 10154403410001 | Ladda upp en bild av detta fornminne      |
| Forshälla 342:1                   | Grav- och boplatsområde     |              | Forshälla, Bohuslän |       | 58.322939, 11.851194 | 10154403420001 | Ladda upp en bild av detta fornminne      |

## Grinneröd
| Namn                      | Lämningstyp                 | Tillkomsttid | Historisk indelning | Plats | Läge                 | ID-nr          | Bild                                 |
| ------------------------- | --------------------------- | ------------ | ------------------- | ----- | -------------------- | -------------- | ------------------------------------ |
| Grinneröd 1:1             | Gravfält                    |              | Grinneröd, Bohuslän |       | 58.190445, 11.957041 | 10154700010001 | Ladda upp en bild av detta fornminne |
| Prästgård (Grinneröd 5:1) | Grav markerad av sten/block |              | Grinneröd, Bohuslän |       | 58.192663, 11.959485 | 10154700050001 | Ladda upp en bild av detta fornminne |
| Grinneröd 7:1             | Hällristning                |              | Grinneröd, Bohuslän |       | 58.186417, 11.976587 | 10154700070001 | Ladda upp en bild av detta fornminne |
| Grinneröd 7:2             | Hällristning                |              | Grinneröd, Bohuslän |       | 58.186420, 11.976539 | 10154700070002 | Ladda upp en bild av detta fornminne |
| Grinneröd 9:1             | Stenkammargrav              |              | Grinneröd, Bohuslän |       | 58.178959, 11.965362 | 10154700090001 | Ladda upp en bild av detta fornminne |
| Grinneröd 11:1            | Stensättning                |              | Grinneröd, Bohuslän |       | 58.166224, 11.940919 | 10154700110001 | Ladda upp en bild av detta fornminne |
| Grinneröd 15:1            | Stensättning                |              | Grinneröd, Bohuslän |       | 58.181426, 11.941645 | 10154700150001 | Ladda upp en bild av detta fornminne |
| Grinneröd 20:1            | Stensättning                |              | Grinneröd, Bohuslän |       | 58.161178, 11.931821 | 10154700200001 | Ladda upp en bild av detta fornminne |
| Grinneröd 20:2            | Stensättning                |              | Grinneröd, Bohuslän |       | 58.161080, 11.932065 | 10154700200002 | Ladda upp en bild av detta fornminne |
| Grinneröd 21:1            | Gravfält                    |              | Grinneröd, Bohuslän |       | 58.159061, 11.933082 | 10154700210001 | Ladda upp en bild av detta fornminne |
| Grinneröd 23:1            | Hällristning                |              | Grinneröd, Bohuslän |       | 58.158325, 11.935309 | 10154700230001 | Ladda upp en bild av detta fornminne |
| Grinneröd 37:1            | Stensättning                |              | Grinneröd, Bohuslän |       | 58.190767, 11.934329 | 10154700370001 | Ladda upp en bild av detta fornminne |
| Grinneröd 37:2            | Stensättning                |              | Grinneröd, Bohuslän |       | 58.190784, 11.934599 | 10154700370002 | Ladda upp en bild av detta fornminne |

## Herrestad
| Namn                                 | Lämningstyp                 | Tillkomsttid | Historisk indelning | Plats | Läge                 | ID-nr          | Bild                                      |
| ------------------------------------ | --------------------------- | ------------ | ------------------- | ----- | -------------------- | -------------- | ----------------------------------------- |
| Herrestad 12:1                       | Röse                        |              | Herrestad, Bohuslän |       | 58.306199, 11.775041 | 10155200120001 | Ladda upp en bild av detta fornminne      |
| Herrestad 13:1                       | Röse                        |              | Herrestad, Bohuslän |       | 58.320949, 11.778236 | 10155200130001 | Ladda upp en bild av detta fornminne      |
| Herrestad 13:2                       | Stensättning                |              | Herrestad, Bohuslän |       | 58.320463, 11.778741 | 10155200130002 | Ladda upp en bild av detta fornminne      |
| Prästgården (Herrestad 14:1)         | Gravfält                    |              | Herrestad, Bohuslän |       | 58.346472, 11.823112 | 10155200140001 | Ladda upp en till bild av detta fornminne |
| Tåbergsgården (Herrestad 15:1)       | Stensättning                |              | Herrestad, Bohuslän |       | 58.345490, 11.806844 | 10155200150001 | Ladda upp en bild av detta fornminne      |
| Tåbergsgården (Herrestad 15:2)       | Stensättning                |              | Herrestad, Bohuslän |       | 58.345505, 11.807030 | 10155200150002 | Ladda upp en bild av detta fornminne      |
| Herrestad 16:1                       | Stensättning                |              | Herrestad, Bohuslän |       | 58.343379, 11.807812 | 10155200160001 | Ladda upp en bild av detta fornminne      |
| Herrestad 17:1                       | Hällristning                |              | Herrestad, Bohuslän |       | 58.340134, 11.831012 | 10155200170001 | Ladda upp en bild av detta fornminne      |
| Herrestad 17:2                       | Hällristning                |              | Herrestad, Bohuslän |       | 58.340194, 11.831125 | 10155200170002 | Ladda upp en bild av detta fornminne      |
| Herrestad 17:3                       | Stenkrets                   |              | Herrestad, Bohuslän |       | 58.340277, 11.830911 | 10155200170003 | Ladda upp en bild av detta fornminne      |
| Herrestad 17:4                       | Hällristning                |              | Herrestad, Bohuslän |       | 58.340261, 11.831147 | 10155200170004 | Ladda upp en bild av detta fornminne      |
| Herrestad 18:1                       | Stensättning                |              | Herrestad, Bohuslän |       | 58.342291, 11.829443 | 10155200180001 | Ladda upp en bild av detta fornminne      |
| Herrestad 18:2                       | Stensättning                |              | Herrestad, Bohuslän |       | 58.342276, 11.830094 | 10155200180002 | Ladda upp en bild av detta fornminne      |
| Herrestad 20:1                       | Stensättning                |              | Herrestad, Bohuslän |       | 58.342692, 11.831481 | 10155200200001 | Ladda upp en bild av detta fornminne      |
| Herrestad 21:1                       | Stensättning                |              | Herrestad, Bohuslän |       | 58.338911, 11.823142 | 10155200210001 | Ladda upp en bild av detta fornminne      |
| Herrestad 23:1                       | Stensättning                |              | Herrestad, Bohuslän |       | 58.339648, 11.814475 | 10155200230001 | Ladda upp en bild av detta fornminne      |
| Herrestad 25:1                       | Stensättning                |              | Herrestad, Bohuslän |       | 58.336676, 11.813904 | 10155200250001 | Ladda upp en bild av detta fornminne      |
| Herrestad 27:1                       | Gravfält                    |              | Herrestad, Bohuslän |       | 58.346360, 11.828613 | 10155200270001 | Ladda upp en bild av detta fornminne      |
| Herrestad 29:1                       | Stensättning                |              | Herrestad, Bohuslän |       | 58.326889, 11.838735 | 10155200290001 | Ladda upp en bild av detta fornminne      |
| Herrestad 30:2                       | Hällristning                |              | Herrestad, Bohuslän |       | 58.326802, 11.840451 | 10155200300002 | Ladda upp en bild av detta fornminne      |
| Herrestad 32:1                       | Gravfält                    |              | Herrestad, Bohuslän |       | 58.342337, 11.826120 | 10155200320001 | Ladda upp en bild av detta fornminne      |
| Herrestad 33:1                       | Röse                        |              | Herrestad, Bohuslän |       | 58.339414, 11.854820 | 10155200330001 | Ladda upp en bild av detta fornminne      |
| Herrestad 34:1                       | Röse                        |              | Herrestad, Bohuslän |       | 58.337646, 11.849575 | 10155200340001 | Ladda upp en bild av detta fornminne      |
| Herrestad 35:1                       | Röse                        |              | Herrestad, Bohuslän |       | 58.337052, 11.863696 | 10155200350001 | Ladda upp en bild av detta fornminne      |
| Herrestad 38:1                       | Stensättning                |              | Herrestad, Bohuslän |       | 58.342589, 11.844944 | 10155200380001 | Ladda upp en bild av detta fornminne      |
| Herrestad 38:2                       | Hög                         |              | Herrestad, Bohuslän |       | 58.342984, 11.845701 | 10155200380002 | Ladda upp en bild av detta fornminne      |
| Herrestad 42:1                       | Stensättning                |              | Herrestad, Bohuslän |       | 58.327924, 11.823259 | 10155200420001 | Ladda upp en bild av detta fornminne      |
| Herrestad 43:1                       | Hög                         |              | Herrestad, Bohuslän |       | 58.346214, 11.858142 | 10155200430001 | Ladda upp en bild av detta fornminne      |
| Herrestad 44:1                       | Röse                        |              | Herrestad, Bohuslän |       | 58.347103, 11.872261 | 10155200440001 | Ladda upp en bild av detta fornminne      |
| Herrestad 44:2                       | Röse                        |              | Herrestad, Bohuslän |       | 58.347103, 11.873064 | 10155200440002 | Ladda upp en bild av detta fornminne      |
| Herrestad 49:1                       | Stenkrets                   |              | Herrestad, Bohuslän |       | 58.329175, 11.803556 | 10155200490001 | Ladda upp en bild av detta fornminne      |
| Herrestad 49:2                       | Grav markerad av sten/block |              | Herrestad, Bohuslän |       | 58.329314, 11.803676 | 10155200490002 | Ladda upp en bild av detta fornminne      |
| Herrestad 49:3                       | Grav markerad av sten/block |              | Herrestad, Bohuslän |       | 58.329351, 11.803432 | 10155200490003 | Ladda upp en bild av detta fornminne      |
| Herrestad 49:4                       | Grav markerad av sten/block |              | Herrestad, Bohuslän |       | 58.329300, 11.803524 | 10155200490004 | Ladda upp en bild av detta fornminne      |
| Herrestad 51:1                       | Röse                        |              | Herrestad, Bohuslän |       | 58.321825, 11.774726 | 10155200510001 | Ladda upp en bild av detta fornminne      |
| Herrestad 51:2                       | Röse                        |              | Herrestad, Bohuslän |       | 58.321577, 11.774808 | 10155200510002 | Ladda upp en bild av detta fornminne      |
| Herrestad 52:1                       | Stensättning                |              | Herrestad, Bohuslän |       | 58.322483, 11.774490 | 10155200520001 | Ladda upp en bild av detta fornminne      |
| Herrestad 53:1                       | Stensättning                |              | Herrestad, Bohuslän |       | 58.329597, 11.763109 | 10155200530001 | Ladda upp en bild av detta fornminne      |
| Herrestad 53:2                       | Stensättning                |              | Herrestad, Bohuslän |       | 58.329721, 11.763059 | 10155200530002 | Ladda upp en bild av detta fornminne      |
| Herrestad 54:1                       | Stensättning                |              | Herrestad, Bohuslän |       | 58.336309, 11.777071 | 10155200540001 | Ladda upp en bild av detta fornminne      |
| Pålsgården (Herrestad 58:1)          | Hällristning                |              | Herrestad, Bohuslän |       | 58.339056, 11.767652 | 10155200580001 | Ladda upp en till bild av detta fornminne |
| Pålsgården (Herrestad 58:2)          | Hällristning                |              | Herrestad, Bohuslän |       | 58.339026, 11.767572 | 10155200580002 | Ladda upp en bild av detta fornminne      |
| Pålsgården (Herrestad 58:3)          | Hällristning                |              | Herrestad, Bohuslän |       | 58.338843, 11.767664 | 10155200580003 | Ladda upp en bild av detta fornminne      |
| Pålsgården (Herrestad 58:4)          | Hällristning                |              | Herrestad, Bohuslän |       | 58.338685, 11.766811 | 10155200580004 | Ladda upp en till bild av detta fornminne |
| Pålsgården (Herrestad 58:5)          | Hällristning                |              | Herrestad, Bohuslän |       | 58.338749, 11.766462 | 10155200580005 | Ladda upp en bild av detta fornminne      |
| Pålsgården (Herrestad 58:6)          | Hällristning                |              | Herrestad, Bohuslän |       | 58.338800, 11.766338 | 10155200580006 | Ladda upp en bild av detta fornminne      |
| Soldattorp (Herrestad 59:1)          | Stensättning                |              | Herrestad, Bohuslän |       | 58.329505, 11.788032 | 10155200590001 | Ladda upp en bild av detta fornminne      |
| Nedergården (Herrestad 61:1)         | Stensättning                |              | Herrestad, Bohuslän |       | 58.340916, 11.766581 | 10155200610001 | Ladda upp en bild av detta fornminne      |
| Nedergården (Herrestad 62:1)         | Röse                        |              | Herrestad, Bohuslän |       | 58.343306, 11.759560 | 10155200620001 | Ladda upp en bild av detta fornminne      |
| Herrestad 65:1                       | Stensättning                |              | Herrestad, Bohuslän |       | 58.344702, 11.790048 | 10155200650001 | Ladda upp en bild av detta fornminne      |
| Herrestad 65:2                       | Stensättning                |              | Herrestad, Bohuslän |       | 58.344710, 11.790355 | 10155200650002 | Ladda upp en bild av detta fornminne      |
| Herrestad 66:1                       | Gravfält                    |              | Herrestad, Bohuslän |       | 58.348344, 11.756222 | 10155200660001 | Ladda upp en bild av detta fornminne      |
| Herrestad 67:1                       | Stensättning                |              | Herrestad, Bohuslän |       | 58.351277, 11.753794 | 10155200670001 | Ladda upp en bild av detta fornminne      |
| Herrestad 67:2                       | Stensättning                |              | Herrestad, Bohuslän |       | 58.351320, 11.754115 | 10155200670002 | Ladda upp en bild av detta fornminne      |
| Herrestad 68:1                       | Stensättning                |              | Herrestad, Bohuslän |       | 58.351973, 11.754007 | 10155200680001 | Ladda upp en bild av detta fornminne      |
| Herrestad 69:1                       | Stensättning                |              | Herrestad, Bohuslän |       | 58.351564, 11.749328 | 10155200690001 | Ladda upp en bild av detta fornminne      |
| Herrestad 69:2                       | Stensättning                |              | Herrestad, Bohuslän |       | 58.351461, 11.749149 | 10155200690002 | Ladda upp en bild av detta fornminne      |
| Herrestad 70:1                       | Gravfält                    |              | Herrestad, Bohuslän |       | 58.350693, 11.752797 | 10155200700001 | Ladda upp en bild av detta fornminne      |
| Herrestad 75:1                       | Röse                        |              | Herrestad, Bohuslän |       | 58.352433, 11.769243 | 10155200750001 | Ladda upp en bild av detta fornminne      |
| Herrestad 76:1                       | Stensättning                |              | Herrestad, Bohuslän |       | 58.350119, 11.770109 | 10155200760001 | Ladda upp en bild av detta fornminne      |
| Herrestad 77:1                       | Gravfält                    |              | Herrestad, Bohuslän |       | 58.342194, 11.762763 | 10155200770001 | Ladda upp en bild av detta fornminne      |
| Herrestad 80:1                       | Stensättning                |              | Herrestad, Bohuslän |       | 58.351382, 11.771796 | 10155200800001 | Ladda upp en bild av detta fornminne      |
| Herrestad 80:2                       | Stensättning                |              | Herrestad, Bohuslän |       | 58.351415, 11.772033 | 10155200800002 | Ladda upp en bild av detta fornminne      |
| Nolgården (Herrestad 82:1)           | Röse                        |              | Herrestad, Bohuslän |       | 58.354687, 11.777027 | 10155200820001 | Ladda upp en bild av detta fornminne      |
| Berget/Bengtsgården (Herrestad 83:1) | Stensättning                |              | Herrestad, Bohuslän |       | 58.353491, 11.783984 | 10155200830001 | Ladda upp en bild av detta fornminne      |
| Herrestad 84:1                       | Stensättning                |              | Herrestad, Bohuslän |       | 58.353162, 11.787841 | 10155200840001 | Ladda upp en bild av detta fornminne      |
| Herrestad 86:2                       | Hällristning                |              | Herrestad, Bohuslän |       | 58.371922, 11.766113 | 10155200860002 | Ladda upp en bild av detta fornminne      |
| Herrestad 87:1                       | Stensättning                |              | Herrestad, Bohuslän |       | 58.362596, 11.758447 | 10155200870001 | Ladda upp en bild av detta fornminne      |
| Herrestad 87:2                       | Stensättning                |              | Herrestad, Bohuslän |       | 58.362605, 11.757711 | 10155200870002 | Ladda upp en bild av detta fornminne      |
| Herrestad 87:3                       | Stensättning                |              | Herrestad, Bohuslän |       | 58.362735, 11.758247 | 10155200870003 | Ladda upp en bild av detta fornminne      |
| Herrestad 88:1                       | Stensättning                |              | Herrestad, Bohuslän |       | 58.361074, 11.757537 | 10155200880001 | Ladda upp en bild av detta fornminne      |
| Herrestad 89:1                       | Stensättning                |              | Herrestad, Bohuslän |       | 58.335517, 11.773981 | 10155200890001 | Ladda upp en bild av detta fornminne      |
| Herrestad 89:2                       | Stensättning                |              | Herrestad, Bohuslän |       | 58.335281, 11.773506 | 10155200890002 | Ladda upp en bild av detta fornminne      |
| Herrestad 89:3                       | Stensättning                |              | Herrestad, Bohuslän |       | 58.335133, 11.772973 | 10155200890003 | Ladda upp en bild av detta fornminne      |
| Herrestad 91:3                       | Stensättning                |              | Herrestad, Bohuslän |       | 58.359250, 11.762309 | 10155200910003 | Ladda upp en bild av detta fornminne      |
| Herrestad 95:1                       | Stensättning                |              | Herrestad, Bohuslän |       | 58.374211, 11.755248 | 10155200950001 | Ladda upp en bild av detta fornminne      |
| Herrestad 97:1                       | Stensättning                |              | Herrestad, Bohuslän |       | 58.376559, 11.769248 | 10155200970001 | Ladda upp en bild av detta fornminne      |
| Herrestad 99:1                       | Stensättning                |              | Herrestad, Bohuslän |       | 58.339046, 11.744136 | 10155200990001 | Ladda upp en bild av detta fornminne      |
| Herrestad 100:1                      | Stensättning                |              | Herrestad, Bohuslän |       | 58.340354, 11.751825 | 10155201000001 | Ladda upp en bild av detta fornminne      |
| Herrestad 101:1                      | Gravfält                    |              | Herrestad, Bohuslän |       | 58.347667, 11.745773 | 10155201010001 | Ladda upp en bild av detta fornminne      |
| Herrestad 102:1                      | Stensättning                |              | Herrestad, Bohuslän |       | 58.351526, 11.747743 | 10155201020001 | Ladda upp en bild av detta fornminne      |
| Herrestad 103:1                      | Röse                        |              | Herrestad, Bohuslän |       | 58.348602, 11.741610 | 10155201030001 | Ladda upp en bild av detta fornminne      |
| Herrestad 103:2                      | Stensättning                |              | Herrestad, Bohuslän |       | 58.348437, 11.741471 | 10155201030002 | Ladda upp en bild av detta fornminne      |
| Herrestad 104:1                      | Stensättning                |              | Herrestad, Bohuslän |       | 58.347343, 11.742984 | 10155201040001 | Ladda upp en bild av detta fornminne      |
| Kronoborgs slott (Herrestad 108:1)   | Fornborg                    |              | Herrestad, Bohuslän |       | 58.342148, 11.724774 | 10155201080001 | Ladda upp en bild av detta fornminne      |
| Herrestad 109:1                      | Röse                        |              | Herrestad, Bohuslän |       | 58.344395, 11.716418 | 10155201090001 | Ladda upp en bild av detta fornminne      |
| Herrestad 115:1                      | Stensättning                |              | Herrestad, Bohuslän |       | 58.347873, 11.716413 | 10155201150001 | Ladda upp en bild av detta fornminne      |
| Herrestad 116:1                      | Stensättning                |              | Herrestad, Bohuslän |       | 58.355044, 11.745796 | 10155201160001 | Ladda upp en bild av detta fornminne      |
| Herrestad 117:1                      | Röse                        |              | Herrestad, Bohuslän |       | 58.354648, 11.745386 | 10155201170001 | Ladda upp en bild av detta fornminne      |
| Herrestad 118:1                      | Stenkammargrav              |              | Herrestad, Bohuslän |       | 58.350647, 11.720029 | 10155201180001 | Ladda upp en bild av detta fornminne      |
| Herrestad 120:1                      | Hög                         |              | Herrestad, Bohuslän |       | 58.355040, 11.717165 | 10155201200001 | Ladda upp en bild av detta fornminne      |
| Herrestad 121:1                      | Stensättning                |              | Herrestad, Bohuslän |       | 58.359305, 11.723025 | 10155201210001 | Ladda upp en bild av detta fornminne      |
| Ängen (Herrestad 122:1)              | Stensättning                |              | Herrestad, Bohuslän |       | 58.356332, 11.750792 | 10155201220001 | Ladda upp en bild av detta fornminne      |
| Herrestad 125:1                      | Gravfält                    |              | Herrestad, Bohuslän |       | 58.358193, 11.742709 | 10155201250001 | Ladda upp en bild av detta fornminne      |
| Herrestad 126:1                      | Röse                        |              | Herrestad, Bohuslän |       | 58.356871, 11.745602 | 10155201260001 | Ladda upp en bild av detta fornminne      |
| Herrestad 128:1                      | Röse                        |              | Herrestad, Bohuslän |       | 58.361670, 11.734983 | 10155201280001 | Ladda upp en bild av detta fornminne      |
| Herrestad 128:2                      | Stensättning                |              | Herrestad, Bohuslän |       | 58.361773, 11.734803 | 10155201280002 | Ladda upp en bild av detta fornminne      |
| Herrestad 128:4                      | Stensättning                |              | Herrestad, Bohuslän |       | 58.361468, 11.735564 | 10155201280004 | Ladda upp en bild av detta fornminne      |
| Herrestad 130:1                      | Stensättning                |              | Herrestad, Bohuslän |       | 58.365681, 11.729676 | 10155201300001 | Ladda upp en bild av detta fornminne      |
| Herrestad 141:1                      | Stensättning                |              | Herrestad, Bohuslän |       | 58.348444, 11.745074 | 10155201410001 | Ladda upp en bild av detta fornminne      |
| Herrestad 141:2                      | Stensättning                |              | Herrestad, Bohuslän |       | 58.348623, 11.745041 | 10155201410002 | Ladda upp en bild av detta fornminne      |
| Herrestad 144:1                      | Stensättning                |              | Herrestad, Bohuslän |       | 58.339905, 11.729580 | 10155201440001 | Ladda upp en bild av detta fornminne      |
| Herrestad 146:1                      | Stensättning                |              | Herrestad, Bohuslän |       | 58.356917, 11.723082 | 10155201460001 | Ladda upp en bild av detta fornminne      |
| Herrestad 146:2                      | Stensättning                |              | Herrestad, Bohuslän |       | 58.356810, 11.723108 | 10155201460002 | Ladda upp en bild av detta fornminne      |
| Herrestad 146:3                      | Stensättning                |              | Herrestad, Bohuslän |       | 58.356712, 11.723134 | 10155201460003 | Ladda upp en bild av detta fornminne      |
| Herrestad 151:1                      | Stensättning                |              | Herrestad, Bohuslän |       | 58.343005, 11.802574 | 10155201510001 | Ladda upp en bild av detta fornminne      |
| Herrestad 153:1                      | Hög                         |              | Herrestad, Bohuslän |       | 58.344426, 11.819454 | 10155201530001 | Ladda upp en bild av detta fornminne      |
| Herrestad 153:2                      | Hög                         |              | Herrestad, Bohuslän |       | 58.344531, 11.819100 | 10155201530002 | Ladda upp en bild av detta fornminne      |
| Herrestad 153:3                      | Stensättning                |              | Herrestad, Bohuslän |       | 58.344650, 11.819188 | 10155201530003 | Ladda upp en bild av detta fornminne      |
| Herrestad 153:4                      | Stensättning                |              | Herrestad, Bohuslän |       | 58.344394, 11.819868 | 10155201530004 | Ladda upp en bild av detta fornminne      |
| Herrestad 155:1                      | Stensättning                |              | Herrestad, Bohuslän |       | 58.348697, 11.811729 | 10155201550001 | Ladda upp en bild av detta fornminne      |
| Herrestad 156:1                      | Röse                        |              | Herrestad, Bohuslän |       | 58.349101, 11.814399 | 10155201560001 | Ladda upp en bild av detta fornminne      |
| Borråsen (Herrestad 157:1)           | Fornborg                    |              | Herrestad, Bohuslän |       | 58.330617, 11.794009 | 10155201570001 | Ladda upp en bild av detta fornminne      |
| Herrestad 158:1                      | Röse                        |              | Herrestad, Bohuslän |       | 58.351550, 11.797953 | 10155201580001 | Ladda upp en bild av detta fornminne      |
| Herrestad 162:1                      | Stensättning                |              | Herrestad, Bohuslän |       | 58.352131, 11.795678 | 10155201620001 | Ladda upp en bild av detta fornminne      |
| Herrestad 162:2                      | Stensättning                |              | Herrestad, Bohuslän |       | 58.352480, 11.795073 | 10155201620002 | Ladda upp en bild av detta fornminne      |
| Herrestad 163:1                      | Röse                        |              | Herrestad, Bohuslän |       | 58.352503, 11.790949 | 10155201630001 | Ladda upp en bild av detta fornminne      |
| Herrestad 163:2                      | Röse                        |              | Herrestad, Bohuslän |       | 58.352640, 11.791001 | 10155201630002 | Ladda upp en bild av detta fornminne      |
| Ormskredsberget (Herrestad 164:1)    | Fornborg                    |              | Herrestad, Bohuslän |       | 58.337505, 11.859650 | 10155201640001 | Ladda upp en bild av detta fornminne      |
| Prästgården (Herrestad 165:1)        | Gravfält                    |              | Herrestad, Bohuslän |       | 58.346862, 11.830586 | 10155201650001 | Ladda upp en bild av detta fornminne      |
| Herrestad 169:1                      | Röse                        |              | Herrestad, Bohuslän |       | 58.356682, 11.807072 | 10155201690001 | Ladda upp en bild av detta fornminne      |
| Herrestad 170:1                      | Stensättning                |              | Herrestad, Bohuslän |       | 58.359510, 11.801692 | 10155201700001 | Ladda upp en bild av detta fornminne      |
| Herrestad 171:1                      | Stensättning                |              | Herrestad, Bohuslän |       | 58.361687, 11.812666 | 10155201710001 | Ladda upp en bild av detta fornminne      |
| Herrestad 172:1                      | Stensättning                |              | Herrestad, Bohuslän |       | 58.361688, 11.815012 | 10155201720001 | Ladda upp en bild av detta fornminne      |
| Herrestad 173:1                      | Stensättning                |              | Herrestad, Bohuslän |       | 58.365001, 11.792506 | 10155201730001 | Ladda upp en bild av detta fornminne      |
| Herrestad 175:1                      | Gravfält                    |              | Herrestad, Bohuslän |       | 58.359896, 11.819066 | 10155201750001 | Ladda upp en bild av detta fornminne      |
| Herrestad 179:1                      | Gravfält                    |              | Herrestad, Bohuslän |       | 58.352192, 11.830661 | 10155201790001 | Ladda upp en bild av detta fornminne      |
| Herrestad 179:2                      | Hög                         |              | Herrestad, Bohuslän |       | 58.352400, 11.830038 | 10155201790002 | Ladda upp en bild av detta fornminne      |
| Herrestad 181:1                      | Stensättning                |              | Herrestad, Bohuslän |       | 58.361686, 11.833995 | 10155201810001 | Ladda upp en bild av detta fornminne      |
| Herrestad 182:1                      | Stensättning                |              | Herrestad, Bohuslän |       | 58.357071, 11.826280 | 10155201820001 | Ladda upp en bild av detta fornminne      |
| Herrestad 201:1                      | Hög                         |              | Herrestad, Bohuslän |       | 58.339296, 11.818208 | 10155202010001 | Ladda upp en bild av detta fornminne      |
| Herrestad 203:1                      | Hög                         |              | Herrestad, Bohuslän |       | 58.351601, 11.830353 | 10155202030001 | Ladda upp en bild av detta fornminne      |
| Herrestad 205:1                      | Hög                         |              | Herrestad, Bohuslän |       | 58.362506, 11.734670 | 10155202050001 | Ladda upp en bild av detta fornminne      |
| Herrestad 205:2                      | Stensättning                |              | Herrestad, Bohuslän |       | 58.362332, 11.734515 | 10155202050002 | Ladda upp en bild av detta fornminne      |
| Herrestad 210:1                      | Stensättning                |              | Herrestad, Bohuslän |       | 58.365440, 11.791632 | 10155202100001 | Ladda upp en bild av detta fornminne      |
| Smedgården (Herrestad 250:1)         | Hällristning                |              | Herrestad, Bohuslän |       | 58.353055, 11.777118 | 10155202500001 | Ladda upp en bild av detta fornminne      |
| Smedgården (Herrestad 250:2)         | Hällristning                |              | Herrestad, Bohuslän |       | 58.353236, 11.777154 | 10155202500002 | Ladda upp en bild av detta fornminne      |
| Herrestad 279:1                      | Hög                         |              | Herrestad, Bohuslän |       | 58.332128, 11.824875 | 10155202790001 | Ladda upp en bild av detta fornminne      |
| Herrestad 285:1                      | Hög                         |              | Herrestad, Bohuslän |       | 58.350410, 11.864113 | 10155202850001 | Ladda upp en bild av detta fornminne      |
| Ryssberget (Herrestad 291:1)         | Stensättning                |              | Herrestad, Bohuslän |       | 58.332782, 11.841980 | 10155202910001 | Ladda upp en bild av detta fornminne      |
| Ekebräckan (Herrestad 312:1)         | Stensättning                |              | Herrestad, Bohuslän |       | 58.352380, 11.763728 | 10155203120001 | Ladda upp en bild av detta fornminne      |
| Herrestad 320:1                      | Stensättning                |              | Herrestad, Bohuslän |       | 58.371794, 11.764876 | 10155203200001 | Ladda upp en bild av detta fornminne      |
| Herrestad 336:1                      | Hög                         |              | Herrestad, Bohuslän |       | 58.361282, 11.817797 | 10155203360001 | Ladda upp en bild av detta fornminne      |
| Herrestad 336:2                      | Stensättning                |              | Herrestad, Bohuslän |       | 58.361227, 11.817513 | 10155203360002 | Ladda upp en bild av detta fornminne      |
| Herrestad 336:3                      | Hög                         |              | Herrestad, Bohuslän |       | 58.361153, 11.817983 | 10155203360003 | Ladda upp en bild av detta fornminne      |
| Herrestad 351:1                      | Hällristning                |              | Herrestad, Bohuslän |       | 58.340150, 11.828689 | 10155203510001 | Ladda upp en bild av detta fornminne      |
| Herrestad 369                        | Stensättning                |              | Herrestad, Bohuslän |       | 58.353552, 11.805132 | 12000000021143 | Ladda upp en bild av detta fornminne      |
| Herrestad 403                        | Grav- och boplatsområde     |              | Herrestad, Bohuslän |       | 58.362662, 11.811375 | 12000000118089 | Ladda upp en bild av detta fornminne      |
| Herrestad 404                        | Gravfält                    |              | Herrestad, Bohuslän |       | 58.356937, 11.823530 | 12000000122112 | Ladda upp en bild av detta fornminne      |

## Högås
| Namn                     | Lämningstyp                 | Tillkomsttid | Historisk indelning | Plats | Läge                 | ID-nr          | Bild                                 |
| ------------------------ | --------------------------- | ------------ | ------------------- | ----- | -------------------- | -------------- | ------------------------------------ |
| Granhoge hög (Högås 1:1) | Röse                        |              | Högås, Bohuslän     |       | 58.315876, 11.737009 | 10155700010001 | Ladda upp en bild av detta fornminne |
| Högås 7:1                | Stenkammargrav              |              | Högås, Bohuslän     |       | 58.349871, 11.692182 | 10155700070001 | Ladda upp en bild av detta fornminne |
| Högås 14:1               | Röse                        |              | Högås, Bohuslän     |       | 58.345472, 11.684928 | 10155700140001 | Ladda upp en bild av detta fornminne |
| Högås 21:1               | Hög                         |              | Högås, Bohuslän     |       | 58.347517, 11.664307 | 10155700210001 | Ladda upp en bild av detta fornminne |
| Högås (Högås 29:1)       | Gravfält                    |              | Högås, Bohuslän     |       | 58.329898, 11.679413 | 10155700290001 | Ladda upp en bild av detta fornminne |
| Stastenen (Högås 30:1)   | Grav markerad av sten/block |              | Högås, Bohuslän     |       | 58.320051, 11.686083 | 10155700300001 | Ladda upp en bild av detta fornminne |
| Högås 32:1               | Röse                        |              | Högås, Bohuslän     |       | 58.315607, 11.757176 | 10155700320001 | Ladda upp en bild av detta fornminne |
| Borgås (Högås 46:1)      | Fornborg                    |              | Högås, Bohuslän     |       | 58.327805, 11.658963 | 10155700460001 | Ladda upp en bild av detta fornminne |
| Högås 83:1               | Fästning/skans              |              | Högås, Bohuslän     |       | 58.307834, 11.702774 | 10155700830001 | Ladda upp en bild av detta fornminne |

## Lane-Ryr
| Namn           | Lämningstyp                 | Tillkomsttid | Historisk indelning | Plats | Läge                 | ID-nr          | Bild                                 |
| -------------- | --------------------------- | ------------ | ------------------- | ----- | -------------------- | -------------- | ------------------------------------ |
| Lane-Ryr 39:1  | Hög                         |              | Lane-Ryr, Bohuslän  |       | 58.408107, 12.002685 | 10156800390001 | Ladda upp en bild av detta fornminne |
| Lane-Ryr 40:1  | Stensättning                |              | Lane-Ryr, Bohuslän  |       | 58.408180, 12.005708 | 10156800400001 | Ladda upp en bild av detta fornminne |
| Lane-Ryr 41:1  | Hög                         |              | Lane-Ryr, Bohuslän  |       | 58.381206, 12.063859 | 10156800410001 | Ladda upp en bild av detta fornminne |
| Lane-Ryr 41:2  | Hög                         |              | Lane-Ryr, Bohuslän  |       | 58.381362, 12.063395 | 10156800410002 | Ladda upp en bild av detta fornminne |
| Lane-Ryr 43:1  | Grav markerad av sten/block |              | Lane-Ryr, Bohuslän  |       | 58.398011, 12.056724 | 10156800430001 | Ladda upp en bild av detta fornminne |
| Lane-Ryr 63:1  | Stensättning                |              | Lane-Ryr, Bohuslän  |       | 58.420007, 12.026641 | 10156800630001 | Ladda upp en bild av detta fornminne |
| Lane-Ryr 76:1  | Hällristning                |              | Lane-Ryr, Bohuslän  |       | 58.414865, 12.063236 | 10156800760001 | Ladda upp en bild av detta fornminne |
| Lane-Ryr 81:1  | Stensättning                |              | Lane-Ryr, Bohuslän  |       | 58.402451, 12.054587 | 10156800810001 | Ladda upp en bild av detta fornminne |
| Lane-Ryr 85:1  | Gravfält                    |              | Lane-Ryr, Bohuslän  |       | 58.400739, 12.066758 | 10156800850001 | Ladda upp en bild av detta fornminne |
| Lane-Ryr 87:1  | Hög                         |              | Lane-Ryr, Bohuslän  |       | 58.393819, 12.079217 | 10156800870001 | Ladda upp en bild av detta fornminne |
| Lane-Ryr 103:1 | Stensättning                |              | Lane-Ryr, Bohuslän  |       | 58.398109, 12.049895 | 10156801030001 | Ladda upp en bild av detta fornminne |
| Lane-Ryr 103:2 | Hög                         |              | Lane-Ryr, Bohuslän  |       | 58.398012, 12.049702 | 10156801030002 | Ladda upp en bild av detta fornminne |
| Lane-Ryr 103:3 | Hög                         |              | Lane-Ryr, Bohuslän  |       | 58.397894, 12.049598 | 10156801030003 | Ladda upp en bild av detta fornminne |
| Lane-Ryr 103:4 | Stensättning                |              | Lane-Ryr, Bohuslän  |       | 58.397918, 12.049328 | 10156801030004 | Ladda upp en bild av detta fornminne |
| Lane-Ryr 106:1 | Hög                         |              | Lane-Ryr, Bohuslän  |       | 58.377667, 12.058187 | 10156801060001 | Ladda upp en bild av detta fornminne |
| Lane-Ryr 108:1 | Stensättning                |              | Lane-Ryr, Bohuslän  |       | 58.377515, 12.062204 | 10156801080001 | Ladda upp en bild av detta fornminne |
| Lane-Ryr 108:2 | Stensättning                |              | Lane-Ryr, Bohuslän  |       | 58.377436, 12.062748 | 10156801080002 | Ladda upp en bild av detta fornminne |
| Lane-Ryr 108:3 | Stensättning                |              | Lane-Ryr, Bohuslän  |       | 58.377347, 12.062864 | 10156801080003 | Ladda upp en bild av detta fornminne |
| Lane-Ryr 109:1 | Stensättning                |              | Lane-Ryr, Bohuslän  |       | 58.375454, 12.061688 | 10156801090001 | Ladda upp en bild av detta fornminne |
| Lane-Ryr 114:1 | Hög                         |              | Lane-Ryr, Bohuslän  |       | 58.386748, 11.999385 | 10156801140001 | Ladda upp en bild av detta fornminne |
| Lane-Ryr 114:2 | Hög                         |              | Lane-Ryr, Bohuslän  |       | 58.386702, 11.999613 | 10156801140002 | Ladda upp en bild av detta fornminne |
| Lane-Ryr 114:3 | Stensättning                |              | Lane-Ryr, Bohuslän  |       | 58.386654, 11.999790 | 10156801140003 | Ladda upp en bild av detta fornminne |
| Lane-Ryr 118:1 | Stensättning                |              | Lane-Ryr, Bohuslän  |       | 58.371041, 12.061946 | 10156801180001 | Ladda upp en bild av detta fornminne |
| Lane-Ryr 121:1 | Grav markerad av sten/block |              | Lane-Ryr, Bohuslän  |       | 58.372019, 12.123798 | 10156801210001 | Ladda upp en bild av detta fornminne |
| Lane-Ryr 202:1 | Hög                         |              | Lane-Ryr, Bohuslän  |       | 58.354714, 12.082002 | 10156802020001 | Ladda upp en bild av detta fornminne |

## Ljung
| Namn                          | Lämningstyp                 | Tillkomsttid | Historisk indelning | Plats | Läge                 | ID-nr          | Bild                                      |
| ----------------------------- | --------------------------- | ------------ | ------------------- | ----- | -------------------- | -------------- | ----------------------------------------- |
| Ljung 10:1                    | Grav markerad av sten/block |              | Ljung, Bohuslän     |       | 58.233604, 11.920519 | 10157000100001 | Ladda upp en bild av detta fornminne      |
| Ljung 10:2                    | Stensättning                |              | Ljung, Bohuslän     |       | 58.233684, 11.920493 | 10157000100002 | Ladda upp en bild av detta fornminne      |
| Ljung 10:3                    | Stensättning                |              | Ljung, Bohuslän     |       | 58.233765, 11.920483 | 10157000100003 | Ladda upp en bild av detta fornminne      |
| Ljung 12:2                    | Stensättning                |              | Ljung, Bohuslän     |       | 58.228148, 11.920592 | 10157000120002 | Ladda upp en bild av detta fornminne      |
| Ljung 13:1                    | Stenkammargrav              |              | Ljung, Bohuslän     |       | 58.238023, 11.928986 | 10157000130001 | Ladda upp en bild av detta fornminne      |
| Ljung 19:1                    | Stensättning                |              | Ljung, Bohuslän     |       | 58.232160, 11.911401 | 10157000190001 | Ladda upp en bild av detta fornminne      |
| Ljung 26:1                    | Stensättning                |              | Ljung, Bohuslän     |       | 58.219407, 11.931945 | 10157000260001 | Ladda upp en bild av detta fornminne      |
| Ljung 28:2                    | Stensättning                |              | Ljung, Bohuslän     |       | 58.216909, 11.935730 | 10157000280002 | Ladda upp en bild av detta fornminne      |
| Ljung 36:1                    | Gravfält                    |              | Ljung, Bohuslän     |       | 58.203465, 11.921053 | 10157000360001 | Ladda upp en bild av detta fornminne      |
| Ljung 37:1                    | Stensättning                |              | Ljung, Bohuslän     |       | 58.202569, 11.921146 | 10157000370001 | Ladda upp en bild av detta fornminne      |
| Ljung 38:1                    | Hög                         |              | Ljung, Bohuslän     |       | 58.200610, 11.920611 | 10157000380001 | Ladda upp en bild av detta fornminne      |
| Ljung 38:2                    | Hög                         |              | Ljung, Bohuslän     |       | 58.200456, 11.920716 | 10157000380002 | Ladda upp en bild av detta fornminne      |
| Ljung 39:1                    | Hög                         |              | Ljung, Bohuslän     |       | 58.203859, 11.926482 | 10157000390001 | Ladda upp en bild av detta fornminne      |
| Ljung 39:2                    | Stensättning                |              | Ljung, Bohuslän     |       | 58.203751, 11.926266 | 10157000390002 | Ladda upp en bild av detta fornminne      |
| Ljung 39:3                    | Hög                         |              | Ljung, Bohuslän     |       | 58.203725, 11.926527 | 10157000390003 | Ladda upp en bild av detta fornminne      |
| Ljung 42:1                    | Röse                        |              | Ljung, Bohuslän     |       | 58.197744, 11.910217 | 10157000420001 | Ladda upp en bild av detta fornminne      |
| Ljung 45:1                    | Stensättning                |              | Ljung, Bohuslän     |       | 58.197917, 11.905929 | 10157000450001 | Ladda upp en bild av detta fornminne      |
| Ljung 45:2                    | Stensättning                |              | Ljung, Bohuslän     |       | 58.197806, 11.905974 | 10157000450002 | Ladda upp en bild av detta fornminne      |
| Hogen (Ljung 47:1)            | Hög                         |              | Ljung, Bohuslän     |       | 58.201677, 11.904722 | 10157000470001 | Ladda upp en till bild av detta fornminne |
| Ljung 48:1                    | Stensättning                |              | Ljung, Bohuslän     |       | 58.201776, 11.900682 | 10157000480001 | Ladda upp en bild av detta fornminne      |
| Ljung 48:2                    | Hällristning                |              | Ljung, Bohuslän     |       | 58.201733, 11.900895 | 10157000480002 | Ladda upp en bild av detta fornminne      |
| Ljung 49:1                    | Gravfält                    |              | Ljung, Bohuslän     |       | 58.202145, 11.897952 | 10157000490001 | Ladda upp en bild av detta fornminne      |
| Ljung 50:1                    | Röse                        |              | Ljung, Bohuslän     |       | 58.195991, 11.892372 | 10157000500001 | Ladda upp en bild av detta fornminne      |
| Ljung 51:1                    | Grav markerad av sten/block |              | Ljung, Bohuslän     |       | 58.194550, 11.892749 | 10157000510001 | Ladda upp en bild av detta fornminne      |
| Ljung 55:1                    | Röse                        |              | Ljung, Bohuslän     |       | 58.208351, 11.901882 | 10157000550001 | Ladda upp en bild av detta fornminne      |
| Ljung 55:2                    | Stensättning                |              | Ljung, Bohuslän     |       | 58.208686, 11.901980 | 10157000550002 | Ladda upp en bild av detta fornminne      |
| Ljung 58:1                    | Stensättning                |              | Ljung, Bohuslän     |       | 58.206969, 11.908045 | 10157000580001 | Ladda upp en bild av detta fornminne      |
| Ljung 59:1                    | Grav markerad av sten/block |              | Ljung, Bohuslän     |       | 58.217525, 11.908809 | 10157000590001 | Ladda upp en bild av detta fornminne      |
| Ljung 59:2                    | Grav markerad av sten/block |              | Ljung, Bohuslän     |       | 58.217711, 11.909027 | 10157000590002 | Ladda upp en bild av detta fornminne      |
| Ljung 59:3                    | Grav markerad av sten/block |              | Ljung, Bohuslän     |       | 58.217756, 11.909022 | 10157000590003 | Ladda upp en bild av detta fornminne      |
| Ljung 59:4                    | Grav markerad av sten/block |              | Ljung, Bohuslän     |       | 58.217810, 11.909016 | 10157000590004 | Ladda upp en bild av detta fornminne      |
| Ljung 59:5                    | Grav markerad av sten/block |              | Ljung, Bohuslän     |       | 58.217733, 11.909144 | 10157000590005 | Ladda upp en bild av detta fornminne      |
| Ljung 59:6                    | Grav markerad av sten/block |              | Ljung, Bohuslän     |       | 58.217969, 11.908500 | 10157000590006 | Ladda upp en bild av detta fornminne      |
| Valås (Ljung 60:1)            | Fornborg                    |              | Ljung, Bohuslän     |       | 58.217424, 11.912340 | 10157000600001 | Ladda upp en bild av detta fornminne      |
| Ljung 61:1                    | Stensättning                |              | Ljung, Bohuslän     |       | 58.216514, 11.907509 | 10157000610001 | Ladda upp en bild av detta fornminne      |
| Ljung 61:2                    | Stensättning                |              | Ljung, Bohuslän     |       | 58.216653, 11.907646 | 10157000610002 | Ladda upp en bild av detta fornminne      |
| Ljung 75:1                    | Gravfält                    |              | Ljung, Bohuslän     |       | 58.185081, 11.900913 | 10157000750001 | Ladda upp en bild av detta fornminne      |
| Ljung 78:1                    | Hög                         |              | Ljung, Bohuslän     |       | 58.200666, 11.868959 | 10157000780001 | Ladda upp en bild av detta fornminne      |
| Ljung 78:2                    | Stensättning                |              | Ljung, Bohuslän     |       | 58.200494, 11.868979 | 10157000780002 | Ladda upp en bild av detta fornminne      |
| Ljung 79:1                    | Stensättning                |              | Ljung, Bohuslän     |       | 58.195751, 11.859326 | 10157000790001 | Ladda upp en bild av detta fornminne      |
| Ljung 79:2                    | Stensättning                |              | Ljung, Bohuslän     |       | 58.195993, 11.859642 | 10157000790002 | Ladda upp en bild av detta fornminne      |
| Ljung 82:1                    | Gravfält                    |              | Ljung, Bohuslän     |       | 58.190293, 11.863414 | 10157000820001 | Ladda upp en bild av detta fornminne      |
| Ljung 84:1                    | Röse                        |              | Ljung, Bohuslän     |       | 58.183276, 11.885064 | 10157000840001 | Ladda upp en bild av detta fornminne      |
| Ljung 84:2                    | Stensättning                |              | Ljung, Bohuslän     |       | 58.183352, 11.885302 | 10157000840002 | Ladda upp en bild av detta fornminne      |
| Ljung 84:3                    | Stensättning                |              | Ljung, Bohuslän     |       | 58.183228, 11.885426 | 10157000840003 | Ladda upp en bild av detta fornminne      |
| Ljung 85:1                    | Stensättning                |              | Ljung, Bohuslän     |       | 58.186598, 11.859667 | 10157000850001 | Ladda upp en bild av detta fornminne      |
| Ljung 89:1                    | Stenkammargrav              |              | Ljung, Bohuslän     |       | 58.169101, 11.916259 | 10157000890001 | Ladda upp en bild av detta fornminne      |
| Ljung 90:1                    | Stensättning                |              | Ljung, Bohuslän     |       | 58.207477, 11.889248 | 10157000900001 | Ladda upp en bild av detta fornminne      |
| Ljung 91:1                    | Fornborg                    |              | Ljung, Bohuslän     |       | 58.182282, 11.859366 | 10157000910001 | Ladda upp en bild av detta fornminne      |
| Kung Hackes Grav (Ljung 94:1) | Stenkammargrav              |              | Ljung, Bohuslän     |       | 58.255790, 11.937462 | 10157000940001 | Ladda upp en bild av detta fornminne      |
| Ljung 95:1                    | Gravfält                    |              | Ljung, Bohuslän     |       | 58.171378, 11.873826 | 10157000950001 | Ladda upp en bild av detta fornminne      |
| Ljung 107:1                   | Stenkrets                   |              | Ljung, Bohuslän     |       | 58.165695, 11.873720 | 10157001070001 | Ladda upp en bild av detta fornminne      |
| Ljung 107:2                   | Stenkrets                   |              | Ljung, Bohuslän     |       | 58.165783, 11.873711 | 10157001070002 | Ladda upp en bild av detta fornminne      |
| Ljung 114:1                   | Stensättning                |              | Ljung, Bohuslän     |       | 58.168481, 11.895496 | 10157001140001 | Ladda upp en bild av detta fornminne      |
| Ljung 114:2                   | Stensättning                |              | Ljung, Bohuslän     |       | 58.168329, 11.895508 | 10157001140002 | Ladda upp en bild av detta fornminne      |
| Ljung 123:1                   | Stenkrets                   |              | Ljung, Bohuslän     |       | 58.185888, 11.900481 | 10157001230001 | Ladda upp en bild av detta fornminne      |
| Ljung 126:1                   | Stensättning                |              | Ljung, Bohuslän     |       | 58.199677, 11.893540 | 10157001260001 | Ladda upp en bild av detta fornminne      |
| Ljung 136:1                   | Stensättning                |              | Ljung, Bohuslän     |       | 58.217197, 11.920016 | 10157001360001 | Ladda upp en bild av detta fornminne      |
| Ljung 136:2                   | Stensättning                |              | Ljung, Bohuslän     |       | 58.217710, 11.920027 | 10157001360002 | Ladda upp en bild av detta fornminne      |

## Resteröd
| Namn                       | Lämningstyp                 | Tillkomsttid | Historisk indelning | Plats | Läge                 | ID-nr          | Bild                                 |
| -------------------------- | --------------------------- | ------------ | ------------------- | ----- | -------------------- | -------------- | ------------------------------------ |
| Resteröd 2:1               | Stensättning                |              | Resteröd, Bohuslän  |       | 58.254428, 11.885902 | 10158700020001 | Ladda upp en bild av detta fornminne |
| Resteröd 2:2               | Stensättning                |              | Resteröd, Bohuslän  |       | 58.254267, 11.885612 | 10158700020002 | Ladda upp en bild av detta fornminne |
| Resteröd 6:1               | Röse                        |              | Resteröd, Bohuslän  |       | 58.259818, 11.873543 | 10158700060001 | Ladda upp en bild av detta fornminne |
| Resteröd 6:2               | Stensättning                |              | Resteröd, Bohuslän  |       | 58.260002, 11.873967 | 10158700060002 | Ladda upp en bild av detta fornminne |
| Resteröd 7:1               | Stensättning                |              | Resteröd, Bohuslän  |       | 58.260350, 11.876675 | 10158700070001 | Ladda upp en bild av detta fornminne |
| Resteröd 8:1               | Stensättning                |              | Resteröd, Bohuslän  |       | 58.258510, 11.874277 | 10158700080001 | Ladda upp en bild av detta fornminne |
| Resteröd 11:1              | Röse                        |              | Resteröd, Bohuslän  |       | 58.256567, 11.868056 | 10158700110001 | Ladda upp en bild av detta fornminne |
| Resteröd 12:1              | Röse                        |              | Resteröd, Bohuslän  |       | 58.259183, 11.863486 | 10158700120001 | Ladda upp en bild av detta fornminne |
| Resteröd 12:2              | Stensättning                |              | Resteröd, Bohuslän  |       | 58.259333, 11.863402 | 10158700120002 | Ladda upp en bild av detta fornminne |
| Resteröd 14:1              | Stensättning                |              | Resteröd, Bohuslän  |       | 58.257941, 11.863395 | 10158700140001 | Ladda upp en bild av detta fornminne |
| Resteröd 14:2              | Stensättning                |              | Resteröd, Bohuslän  |       | 58.257858, 11.863336 | 10158700140002 | Ladda upp en bild av detta fornminne |
| Resteröd 15:1              | Stensättning                |              | Resteröd, Bohuslän  |       | 58.255209, 11.860615 | 10158700150001 | Ladda upp en bild av detta fornminne |
| Resteröd 15:2              | Grav markerad av sten/block |              | Resteröd, Bohuslän  |       | 58.255127, 11.860590 | 10158700150002 | Ladda upp en bild av detta fornminne |
| Resteröd 16:1              | Stensättning                |              | Resteröd, Bohuslän  |       | 58.260989, 11.853972 | 10158700160001 | Ladda upp en bild av detta fornminne |
| Resteröd 22:1              | Fornborg                    |              | Resteröd, Bohuslän  |       | 58.262013, 11.848145 | 10158700220001 | Ladda upp en bild av detta fornminne |
| Resteröd 26:1              | Röse                        |              | Resteröd, Bohuslän  |       | 58.249287, 11.853844 | 10158700260001 | Ladda upp en bild av detta fornminne |
| Resteröd 29:1              | Röse                        |              | Resteröd, Bohuslän  |       | 58.237838, 11.864029 | 10158700290001 | Ladda upp en bild av detta fornminne |
| Resteröd 39:1              | Stenkammargrav              |              | Resteröd, Bohuslän  |       | 58.267820, 11.907484 | 10158700390001 | Ladda upp en bild av detta fornminne |
| Tokullen (Resteröd 42:1)   | Fornborg                    |              | Resteröd, Bohuslän  |       | 58.261413, 11.899488 | 10158700420001 | Ladda upp en bild av detta fornminne |
| Resteröd 46:1              | Gravfält                    |              | Resteröd, Bohuslän  |       | 58.256817, 11.889672 | 10158700460001 | Ladda upp en bild av detta fornminne |
| Resteröd 48:1              | Hög                         |              | Resteröd, Bohuslän  |       | 58.256034, 11.887492 | 10158700480001 | Ladda upp en bild av detta fornminne |
| Resteröd 48:2              | Stensättning                |              | Resteröd, Bohuslän  |       | 58.256175, 11.887408 | 10158700480002 | Ladda upp en bild av detta fornminne |
| Resteröd 48:3              | Stensättning                |              | Resteröd, Bohuslän  |       | 58.256246, 11.887655 | 10158700480003 | Ladda upp en bild av detta fornminne |
| Ekholmen (Resteröd 50:1)   | Stensättning                |              | Resteröd, Bohuslän  |       | 58.227635, 11.864011 | 10158700500001 | Ladda upp en bild av detta fornminne |
| Lindholmen (Resteröd 51:1) | Röse                        |              | Resteröd, Bohuslän  |       | 58.219389, 11.857331 | 10158700510001 | Ladda upp en bild av detta fornminne |
| Lindholmen (Resteröd 51:2) | Stensättning                |              | Resteröd, Bohuslän  |       | 58.219352, 11.857591 | 10158700510002 | Ladda upp en bild av detta fornminne |
| Resteröd 56:1              | Stensättning                |              | Resteröd, Bohuslän  |       | 58.221831, 11.881549 | 10158700560001 | Ladda upp en bild av detta fornminne |
| Resteröd 59:1              | Stensättning                |              | Resteröd, Bohuslän  |       | 58.229419, 11.872433 | 10158700590001 | Ladda upp en bild av detta fornminne |
| Resteröd 62:1              | Hög                         |              | Resteröd, Bohuslän  |       | 58.239870, 11.885958 | 10158700620001 | Ladda upp en bild av detta fornminne |
| Resteröd 62:2              | Stensättning                |              | Resteröd, Bohuslän  |       | 58.239762, 11.885681 | 10158700620002 | Ladda upp en bild av detta fornminne |
| Resteröd 62:3              | Stensättning                |              | Resteröd, Bohuslän  |       | 58.239614, 11.885563 | 10158700620003 | Ladda upp en bild av detta fornminne |
| Resteröd 62:4              | Stensättning                |              | Resteröd, Bohuslän  |       | 58.239746, 11.886024 | 10158700620004 | Ladda upp en bild av detta fornminne |
| Resteröd 63:1              | Stensättning                |              | Resteröd, Bohuslän  |       | 58.242947, 11.878374 | 10158700630001 | Ladda upp en bild av detta fornminne |
| Resteröd 66:1              | Stensättning                |              | Resteröd, Bohuslän  |       | 58.245219, 11.889065 | 10158700660001 | Ladda upp en bild av detta fornminne |
| Resteröd 68:1              | Röse                        |              | Resteröd, Bohuslän  |       | 58.255322, 11.867574 | 10158700680001 | Ladda upp en bild av detta fornminne |
| Resteröd 69:1              | Stensättning                |              | Resteröd, Bohuslän  |       | 58.246344, 11.853668 | 10158700690001 | Ladda upp en bild av detta fornminne |
| Resteröd 69:2              | Stensättning                |              | Resteröd, Bohuslän  |       | 58.246245, 11.853663 | 10158700690002 | Ladda upp en bild av detta fornminne |
| Resteröd 72:1              | Stensättning                |              | Resteröd, Bohuslän  |       | 58.228261, 11.893097 | 10158700720001 | Ladda upp en bild av detta fornminne |
| Resteröd 76:1              | Fornborg                    |              | Resteröd, Bohuslän  |       | 58.241797, 11.894168 | 10158700760001 | Ladda upp en bild av detta fornminne |
| Borråsen (Resteröd 78:1)   | Fornborg                    |              | Resteröd, Bohuslän  |       | 58.246011, 11.902890 | 10158700780001 | Ladda upp en bild av detta fornminne |
| Resteröd 83:1              | Stensättning                |              | Resteröd, Bohuslän  |       | 58.253697, 11.897837 | 10158700830001 | Ladda upp en bild av detta fornminne |
| Resteröd 92:1              | Stensättning                |              | Resteröd, Bohuslän  |       | 58.258943, 11.836633 | 10158700920001 | Ladda upp en bild av detta fornminne |
| Resteröd 92:2              | Stensättning                |              | Resteröd, Bohuslän  |       | 58.258935, 11.836361 | 10158700920002 | Ladda upp en bild av detta fornminne |
| Resteröd 103:1             | Stensättning                |              | Resteröd, Bohuslän  |       | 58.262374, 11.889857 | 10158701030001 | Ladda upp en bild av detta fornminne |

## Skredsvik
| Namn                           | Lämningstyp                 | Tillkomsttid | Historisk indelning | Plats | Läge                 | ID-nr          | Bild                                 |
| ------------------------------ | --------------------------- | ------------ | ------------------- | ----- | -------------------- | -------------- | ------------------------------------ |
| Skredsvik 2:1                  | Stenkrets                   |              | Skredsvik, Bohuslän |       | 58.420409, 11.721604 | 10159600020001 | Ladda upp en bild av detta fornminne |
| Skredsvik 3:1                  | Stenkrets                   |              | Skredsvik, Bohuslän |       | 58.422713, 11.739906 | 10159600030001 | Ladda upp en bild av detta fornminne |
| Skredsvik 3:2                  | Stensättning                |              | Skredsvik, Bohuslän |       | 58.422799, 11.739585 | 10159600030002 | Ladda upp en bild av detta fornminne |
| Skredsvik 4:1                  | Stenkrets                   |              | Skredsvik, Bohuslän |       | 58.423598, 11.736325 | 10159600040001 | Ladda upp en bild av detta fornminne |
| Skredsvik 4:2                  | Stensättning                |              | Skredsvik, Bohuslän |       | 58.423479, 11.736251 | 10159600040002 | Ladda upp en bild av detta fornminne |
| Skredsvik 4:3                  | Stenkrets                   |              | Skredsvik, Bohuslän |       | 58.423651, 11.736611 | 10159600040003 | Ladda upp en bild av detta fornminne |
| Skredsvik 4:4                  | Röse                        |              | Skredsvik, Bohuslän |       | 58.423879, 11.736743 | 10159600040004 | Ladda upp en bild av detta fornminne |
| Skredsvik 5:1                  | Hög                         |              | Skredsvik, Bohuslän |       | 58.412135, 11.739279 | 10159600050001 | Ladda upp en bild av detta fornminne |
| Skredsvik 6:1                  | Gravfält                    |              | Skredsvik, Bohuslän |       | 58.396161, 11.731739 | 10159600060001 | Ladda upp en bild av detta fornminne |
| Skredsvik 7:1                  | Gravfält                    |              | Skredsvik, Bohuslän |       | 58.399773, 11.728339 | 10159600070001 | Ladda upp en bild av detta fornminne |
| Skredsvik 8:1                  | Stensättning                |              | Skredsvik, Bohuslän |       | 58.409627, 11.732958 | 10159600080001 | Ladda upp en bild av detta fornminne |
| Skredsvik 8:2                  | Stensättning                |              | Skredsvik, Bohuslän |       | 58.409612, 11.733252 | 10159600080002 | Ladda upp en bild av detta fornminne |
| Skredsvik 9:1                  | Gravfält                    |              | Skredsvik, Bohuslän |       | 58.413262, 11.722364 | 10159600090001 | Ladda upp en bild av detta fornminne |
| Skredsvik 10:1                 | Stenkrets                   |              | Skredsvik, Bohuslän |       | 58.411335, 11.710240 | 10159600100001 | Ladda upp en bild av detta fornminne |
| Skredsvik 10:2                 | Stensättning                |              | Skredsvik, Bohuslän |       | 58.411258, 11.710131 | 10159600100002 | Ladda upp en bild av detta fornminne |
| Skredsvik 10:3                 | Stensättning                |              | Skredsvik, Bohuslän |       | 58.411421, 11.710382 | 10159600100003 | Ladda upp en bild av detta fornminne |
| Skredsvik 10:4                 | Stensättning                |              | Skredsvik, Bohuslän |       | 58.411548, 11.710398 | 10159600100004 | Ladda upp en bild av detta fornminne |
| Skredsvik 11:1                 | Hög                         |              | Skredsvik, Bohuslän |       | 58.411793, 11.720355 | 10159600110001 | Ladda upp en bild av detta fornminne |
| Skredsvik 12:1                 | Röse                        |              | Skredsvik, Bohuslän |       | 58.411259, 11.761550 | 10159600120001 | Ladda upp en bild av detta fornminne |
| Skredsvik 14:1                 | Röse                        |              | Skredsvik, Bohuslän |       | 58.410467, 11.761065 | 10159600140001 | Ladda upp en bild av detta fornminne |
| Skredsvik 15:1                 | Röse                        |              | Skredsvik, Bohuslän |       | 58.380712, 11.706461 | 10159600150001 | Ladda upp en bild av detta fornminne |
| Skredsvik 15:2                 | Röse                        |              | Skredsvik, Bohuslän |       | 58.380556, 11.706826 | 10159600150002 | Ladda upp en bild av detta fornminne |
| Skredsvik 15:3                 | Stensättning                |              | Skredsvik, Bohuslän |       | 58.380735, 11.706800 | 10159600150003 | Ladda upp en bild av detta fornminne |
| Skredsvik 15:4                 | Stensättning                |              | Skredsvik, Bohuslän |       | 58.380693, 11.706001 | 10159600150004 | Ladda upp en bild av detta fornminne |
| Skredsvik 17:1                 | Röse                        |              | Skredsvik, Bohuslän |       | 58.408972, 11.732985 | 10159600170001 | Ladda upp en bild av detta fornminne |
| Skredsvik 18:1                 | Stenkrets                   |              | Skredsvik, Bohuslän |       | 58.419569, 11.722172 | 10159600180001 | Ladda upp en bild av detta fornminne |
| Skredsvik 21:1                 | Hög                         |              | Skredsvik, Bohuslän |       | 58.414508, 11.736330 | 10159600210001 | Ladda upp en bild av detta fornminne |
| Skredsvik 61:1                 | Hög                         |              | Skredsvik, Bohuslän |       | 58.404199, 11.779361 | 10159600610001 | Ladda upp en bild av detta fornminne |
| Skredsvik 61:2                 | Hög                         |              | Skredsvik, Bohuslän |       | 58.404031, 11.779437 | 10159600610002 | Ladda upp en bild av detta fornminne |
| Skredsvik 65:1                 | Röse                        |              | Skredsvik, Bohuslän |       | 58.389989, 11.700878 | 10159600650001 | Ladda upp en bild av detta fornminne |
| Skredsvik 65:2                 | Röse                        |              | Skredsvik, Bohuslän |       | 58.389856, 11.700709 | 10159600650002 | Ladda upp en bild av detta fornminne |
| Skredsvik 66:1                 | Röse                        |              | Skredsvik, Bohuslän |       | 58.373856, 11.701933 | 10159600660001 | Ladda upp en bild av detta fornminne |
| Skredsvik 68:1                 | Röse                        |              | Skredsvik, Bohuslän |       | 58.373018, 11.693649 | 10159600680001 | Ladda upp en bild av detta fornminne |
| Skredsvik 69:1                 | Röse                        |              | Skredsvik, Bohuslän |       | 58.373947, 11.690635 | 10159600690001 | Ladda upp en bild av detta fornminne |
| Skredsvik 71:1                 | Röse                        |              | Skredsvik, Bohuslän |       | 58.366312, 11.701770 | 10159600710001 | Ladda upp en bild av detta fornminne |
| Skredsvik 71:2                 | Röse                        |              | Skredsvik, Bohuslän |       | 58.366208, 11.701594 | 10159600710002 | Ladda upp en bild av detta fornminne |
| Skredsvik 74:1                 | Röse                        |              | Skredsvik, Bohuslän |       | 58.363271, 11.710391 | 10159600740001 | Ladda upp en bild av detta fornminne |
| Skredsvik 75:1                 | Hög                         |              | Skredsvik, Bohuslän |       | 58.357663, 11.703596 | 10159600750001 | Ladda upp en bild av detta fornminne |
| Skredsvik 76:1                 | Hög                         |              | Skredsvik, Bohuslän |       | 58.357213, 11.703836 | 10159600760001 | Ladda upp en bild av detta fornminne |
| Skredsvik 78:1                 | Röse                        |              | Skredsvik, Bohuslän |       | 58.358559, 11.716018 | 10159600780001 | Ladda upp en bild av detta fornminne |
| Skredsvik 87:1                 | Röse                        |              | Skredsvik, Bohuslän |       | 58.363354, 11.700860 | 10159600870001 | Ladda upp en bild av detta fornminne |
| Skredsvik 96:1                 | Hög                         |              | Skredsvik, Bohuslän |       | 58.385778, 11.737614 | 10159600960001 | Ladda upp en bild av detta fornminne |
| Skredsvik 101:1                | Hällristning                |              | Skredsvik, Bohuslän |       | 58.383020, 11.693118 | 10159601010001 | Ladda upp en bild av detta fornminne |
| Skredsvik 101:2                | Hällristning                |              | Skredsvik, Bohuslän |       | 58.382873, 11.693322 | 10159601010002 | Ladda upp en bild av detta fornminne |
| Skredsvik 101:3                | Hällristning                |              | Skredsvik, Bohuslän |       | 58.382742, 11.693438 | 10159601010003 | Ladda upp en bild av detta fornminne |
| Skredsvik 101:4                | Hällristning                |              | Skredsvik, Bohuslän |       | 58.382748, 11.693643 | 10159601010004 | Ladda upp en bild av detta fornminne |
| Skredsvik 101:5                | Hällristning                |              | Skredsvik, Bohuslän |       | 58.382646, 11.693643 | 10159601010005 | Ladda upp en bild av detta fornminne |
| Skredsvik 101:6                | Hällristning                |              | Skredsvik, Bohuslän |       | 58.382553, 11.693700 | 10159601010006 | Ladda upp en bild av detta fornminne |
| Skredsvik 101:7                | Hällristning                |              | Skredsvik, Bohuslän |       | 58.382605, 11.693515 | 10159601010007 | Ladda upp en bild av detta fornminne |
| Skredsvik 107:1                | Stensättning                |              | Skredsvik, Bohuslän |       | 58.398875, 11.633820 | 10159601070001 | Ladda upp en bild av detta fornminne |
| Skredsvik 111:1                | Röse                        |              | Skredsvik, Bohuslän |       | 58.398265, 11.660684 | 10159601110001 | Ladda upp en bild av detta fornminne |
| Skredsvik 112:1                | Hög                         |              | Skredsvik, Bohuslän |       | 58.390662, 11.664199 | 10159601120001 | Ladda upp en bild av detta fornminne |
| Skredsvik 115:1                | Stensättning                |              | Skredsvik, Bohuslän |       | 58.390974, 11.647605 | 10159601150001 | Ladda upp en bild av detta fornminne |
| Skredsvik 117:1                | Röse                        |              | Skredsvik, Bohuslän |       | 58.396481, 11.674889 | 10159601170001 | Ladda upp en bild av detta fornminne |
| Skredsvik 119:1                | Stensättning                |              | Skredsvik, Bohuslän |       | 58.393743, 11.673692 | 10159601190001 | Ladda upp en bild av detta fornminne |
| Skredsvik 124:2                | Hög                         |              | Skredsvik, Bohuslän |       | 58.380747, 11.670030 | 10159601240002 | Ladda upp en bild av detta fornminne |
| Skredsvik 124:3                | Hög                         |              | Skredsvik, Bohuslän |       | 58.380794, 11.669802 | 10159601240003 | Ladda upp en bild av detta fornminne |
| Skredsvik 124:4                | Hög                         |              | Skredsvik, Bohuslän |       | 58.380923, 11.669726 | 10159601240004 | Ladda upp en bild av detta fornminne |
| Skredsvik 125:1                | Röse                        |              | Skredsvik, Bohuslän |       | 58.388179, 11.688637 | 10159601250001 | Ladda upp en bild av detta fornminne |
| Skredsvik 126:1                | Röse                        |              | Skredsvik, Bohuslän |       | 58.387731, 11.689591 | 10159601260001 | Ladda upp en bild av detta fornminne |
| Skredsvik 127:1                | Hög                         |              | Skredsvik, Bohuslän |       | 58.385916, 11.689253 | 10159601270001 | Ladda upp en bild av detta fornminne |
| Skredsvik 127:2                | Hög                         |              | Skredsvik, Bohuslän |       | 58.385910, 11.689032 | 10159601270002 | Ladda upp en bild av detta fornminne |
| Skredsvik 128:1                | Hög                         |              | Skredsvik, Bohuslän |       | 58.383197, 11.682228 | 10159601280001 | Ladda upp en bild av detta fornminne |
| Skredsvik 129:1                | Hög                         |              | Skredsvik, Bohuslän |       | 58.383191, 11.673139 | 10159601290001 | Ladda upp en bild av detta fornminne |
| Skredsvik 130:1                | Gravfält                    |              | Skredsvik, Bohuslän |       | 58.385691, 11.661191 | 10159601300001 | Ladda upp en bild av detta fornminne |
| Skredsvik 131:1                | Stenkammargrav              |              | Skredsvik, Bohuslän |       | 58.384617, 11.667239 | 10159601310001 | Ladda upp en bild av detta fornminne |
| Skredsvik 132:1                | Röse                        |              | Skredsvik, Bohuslän |       | 58.384391, 11.666562 | 10159601320001 | Ladda upp en bild av detta fornminne |
| Skredsvik 133:1                | Röse                        |              | Skredsvik, Bohuslän |       | 58.381394, 11.678017 | 10159601330001 | Ladda upp en bild av detta fornminne |
| Skredsvik 134:1                | Gravfält                    |              | Skredsvik, Bohuslän |       | 58.380876, 11.677331 | 10159601340001 | Ladda upp en bild av detta fornminne |
| Skredsvik 136:1                | Gravfält                    |              | Skredsvik, Bohuslän |       | 58.379425, 11.689152 | 10159601360001 | Ladda upp en bild av detta fornminne |
| Skredsvik 140:1                | Röse                        |              | Skredsvik, Bohuslän |       | 58.386088, 11.668075 | 10159601400001 | Ladda upp en bild av detta fornminne |
| Skredsvik 145:1                | Röse                        |              | Skredsvik, Bohuslän |       | 58.399699, 11.666092 | 10159601450001 | Ladda upp en bild av detta fornminne |
| Dynge ruin (Skredsvik 146:1)   | Slott/herresäte             |              | Skredsvik, Bohuslän |       | 58.381178, 11.655543 | 10159601460001 | Ladda upp en bild av detta fornminne |
| Skredsvik 149:1                | Stenkammargrav              |              | Skredsvik, Bohuslän |       | 58.380144, 11.637863 | 10159601490001 | Ladda upp en bild av detta fornminne |
| Skredsvik 150:1                | Grav markerad av sten/block |              | Skredsvik, Bohuslän |       | 58.380566, 11.638219 | 10159601500001 | Ladda upp en bild av detta fornminne |
| Skredsvik 154:1                | Stenkammargrav              |              | Skredsvik, Bohuslän |       | 58.380633, 11.640812 | 10159601540001 | Ladda upp en bild av detta fornminne |
| Skredsvik 155:1                | Gravfält                    |              | Skredsvik, Bohuslän |       | 58.380543, 11.633430 | 10159601550001 | Ladda upp en bild av detta fornminne |
| Skredsvik 158:1                | Röse                        |              | Skredsvik, Bohuslän |       | 58.379598, 11.628266 | 10159601580001 | Ladda upp en bild av detta fornminne |
| Skredsvik 159:1                | Stensättning                |              | Skredsvik, Bohuslän |       | 58.380940, 11.629610 | 10159601590001 | Ladda upp en bild av detta fornminne |
| Skredsvik 164:1                | Hög                         |              | Skredsvik, Bohuslän |       | 58.375686, 11.634194 | 10159601640001 | Ladda upp en bild av detta fornminne |
| Skredsvik 165:1                | Hög                         |              | Skredsvik, Bohuslän |       | 58.376204, 11.634087 | 10159601650001 | Ladda upp en bild av detta fornminne |
| Skredsvik 168:1                | Hög                         |              | Skredsvik, Bohuslän |       | 58.374508, 11.643147 | 10159601680001 | Ladda upp en bild av detta fornminne |
| Finnsland (Skredsvik 177:1)    | Hög                         |              | Skredsvik, Bohuslän |       | 58.357319, 11.631688 | 10159601770001 | Ladda upp en bild av detta fornminne |
| Skredsvik 179:1                | Hög                         |              | Skredsvik, Bohuslän |       | 58.355138, 11.629805 | 10159601790001 | Ladda upp en bild av detta fornminne |
| Skredsvik 179:2                | Hög                         |              | Skredsvik, Bohuslän |       | 58.355286, 11.629942 | 10159601790002 | Ladda upp en bild av detta fornminne |
| Börsås kulle (Skredsvik 181:1) | Fornborg                    |              | Skredsvik, Bohuslän |       | 58.359982, 11.623019 | 10159601810001 | Ladda upp en bild av detta fornminne |
| Skredsvik 182:1                | Hög                         |              | Skredsvik, Bohuslän |       | 58.358923, 11.622065 | 10159601820001 | Ladda upp en bild av detta fornminne |
| Skredsvik 182:2                | Hög                         |              | Skredsvik, Bohuslän |       | 58.359070, 11.622168 | 10159601820002 | Ladda upp en bild av detta fornminne |
| Skredsvik 182:3                | Hög                         |              | Skredsvik, Bohuslän |       | 58.358959, 11.622335 | 10159601820003 | Ladda upp en bild av detta fornminne |
| Skredsvik 192:1                | Röse                        |              | Skredsvik, Bohuslän |       | 58.365368, 11.612355 | 10159601920001 | Ladda upp en bild av detta fornminne |
| Skredsvik 194:1                | Röse                        |              | Skredsvik, Bohuslän |       | 58.361022, 11.646541 | 10159601940001 | Ladda upp en bild av detta fornminne |
| Skredsvik 196:1                | Röse                        |              | Skredsvik, Bohuslän |       | 58.349579, 11.591579 | 10159601960001 | Ladda upp en bild av detta fornminne |
| Skredsvik 197:1                | Röse                        |              | Skredsvik, Bohuslän |       | 58.349429, 11.591669 | 10159601970001 | Ladda upp en bild av detta fornminne |
| Skredsvik 198:1                | Röse                        |              | Skredsvik, Bohuslän |       | 58.348805, 11.593178 | 10159601980001 | Ladda upp en bild av detta fornminne |
| Skredsvik 198:2                | Stensättning                |              | Skredsvik, Bohuslän |       | 58.348849, 11.593377 | 10159601980002 | Ladda upp en bild av detta fornminne |
| Skredsvik 199:1                | Röse                        |              | Skredsvik, Bohuslän |       | 58.348650, 11.593594 | 10159601990001 | Ladda upp en bild av detta fornminne |
| Skredsvik 205:1                | Stensättning                |              | Skredsvik, Bohuslän |       | 58.341186, 11.607577 | 10159602050001 | Ladda upp en bild av detta fornminne |
| Skredsvik 207:1                | Röse                        |              | Skredsvik, Bohuslän |       | 58.335707, 11.607774 | 10159602070001 | Ladda upp en bild av detta fornminne |
| Skredsvik 209:1                | Hög                         |              | Skredsvik, Bohuslän |       | 58.332341, 11.617814 | 10159602090001 | Ladda upp en bild av detta fornminne |
| Skredsvik 209:2                | Hög                         |              | Skredsvik, Bohuslän |       | 58.332299, 11.617649 | 10159602090002 | Ladda upp en bild av detta fornminne |
| Skredsvik 209:3                | Hög                         |              | Skredsvik, Bohuslän |       | 58.332291, 11.617445 | 10159602090003 | Ladda upp en bild av detta fornminne |
| Skredsvik 210:1                | Hög                         |              | Skredsvik, Bohuslän |       | 58.326248, 11.631999 | 10159602100001 | Ladda upp en bild av detta fornminne |
| Skredsvik 213:1                | Stenkammargrav              |              | Skredsvik, Bohuslän |       | 58.325196, 11.643440 | 10159602130001 | Ladda upp en bild av detta fornminne |
| Skredsvik 214:1                | Hög                         |              | Skredsvik, Bohuslän |       | 58.325917, 11.645377 | 10159602140001 | Ladda upp en bild av detta fornminne |
| Skredsvik 215:1                | Hög                         |              | Skredsvik, Bohuslän |       | 58.326193, 11.646262 | 10159602150001 | Ladda upp en bild av detta fornminne |
| Skredsvik 219:1                | Stensättning                |              | Skredsvik, Bohuslän |       | 58.349250, 11.630849 | 10159602190001 | Ladda upp en bild av detta fornminne |
| Skredsvik 221:1                | Röse                        |              | Skredsvik, Bohuslän |       | 58.352309, 11.636834 | 10159602210001 | Ladda upp en bild av detta fornminne |
| Skredsvik 229:1                | Gravfält                    |              | Skredsvik, Bohuslän |       | 58.337552, 11.655603 | 10159602290001 | Ladda upp en bild av detta fornminne |
| Skredsvik 230:1                | Hög                         |              | Skredsvik, Bohuslän |       | 58.338207, 11.654528 | 10159602300001 | Ladda upp en bild av detta fornminne |
| Skredsvik 230:2                | Hög                         |              | Skredsvik, Bohuslän |       | 58.338277, 11.654742 | 10159602300002 | Ladda upp en bild av detta fornminne |
| Skredsvik 230:3                | Hög                         |              | Skredsvik, Bohuslän |       | 58.338388, 11.654866 | 10159602300003 | Ladda upp en bild av detta fornminne |
| Skredsvik 231:1                | Hög                         |              | Skredsvik, Bohuslän |       | 58.339684, 11.653228 | 10159602310001 | Ladda upp en bild av detta fornminne |
| Skredsvik 232:1                | Hög                         |              | Skredsvik, Bohuslän |       | 58.358200, 11.695843 | 10159602320001 | Ladda upp en bild av detta fornminne |
| Skredsvik 232:2                | Hög                         |              | Skredsvik, Bohuslän |       | 58.358252, 11.696076 | 10159602320002 | Ladda upp en bild av detta fornminne |
| Göa slott (Skredsvik 236:1)    | Hög                         |              | Skredsvik, Bohuslän |       | 58.365451, 11.683095 | 10159602360001 | Ladda upp en bild av detta fornminne |
| Skredsvik 237:1                | Röse                        |              | Skredsvik, Bohuslän |       | 58.367805, 11.692161 | 10159602370001 | Ladda upp en bild av detta fornminne |
| Skredsvik 237:2                | Röse                        |              | Skredsvik, Bohuslän |       | 58.367818, 11.692587 | 10159602370002 | Ladda upp en bild av detta fornminne |
| Skredsvik 241:1                | Hög                         |              | Skredsvik, Bohuslän |       | 58.376201, 11.673907 | 10159602410001 | Ladda upp en bild av detta fornminne |
| Skredsvik 242:1                | Hög                         |              | Skredsvik, Bohuslän |       | 58.376411, 11.675713 | 10159602420001 | Ladda upp en bild av detta fornminne |
| Skredsvik 243:1                | Hög                         |              | Skredsvik, Bohuslän |       | 58.376174, 11.675603 | 10159602430001 | Ladda upp en bild av detta fornminne |
| Skredsvik 249:1                | Röse                        |              | Skredsvik, Bohuslän |       | 58.383147, 11.606491 | 10159602490001 | Ladda upp en bild av detta fornminne |
| Skredsvik 255:1                | Gravfält                    |              | Skredsvik, Bohuslän |       | 58.382822, 11.702717 | 10159602550001 | Ladda upp en bild av detta fornminne |
| Skredsvik 411:1                | Stensättning                |              | Skredsvik, Bohuslän |       | 58.406339, 11.689825 | 10159604110001 | Ladda upp en bild av detta fornminne |
| Skredsvik 413:1                | Stensättning                |              | Skredsvik, Bohuslän |       | 58.423757, 11.737851 | 10159604130001 | Ladda upp en bild av detta fornminne |
| Skredsvik 436                  | Stensättning                |              | Skredsvik, Bohuslän |       | 58.397282, 11.692717 | 12000000056263 | Ladda upp en bild av detta fornminne |
| Skredsvik 439                  | Stensättning                |              | Skredsvik, Bohuslän |       | 58.388179, 11.712927 | 12000000056266 | Ladda upp en bild av detta fornminne |

## Uddevalla
| Namn                       | Lämningstyp                 | Tillkomsttid | Historisk indelning | Plats | Läge                 | ID-nr          | Bild                                      |
| -------------------------- | --------------------------- | ------------ | ------------------- | ----- | -------------------- | -------------- | ----------------------------------------- |
| Borgås (Uddevalla 35:1)    | Fornborg                    |              | Uddevalla, Bohuslän |       | 58.345915, 11.962317 | 10161500350001 | Ladda upp en bild av detta fornminne      |
| "Järnväg" (Uddevalla 78:1) | Grav markerad av sten/block |              | Uddevalla, Bohuslän |       | 58.347511, 11.999160 | 10161500780001 | Ladda upp en bild av detta fornminne      |
| Uddevalla 80:1             | Röse                        |              | Uddevalla, Bohuslän |       | 58.359580, 11.897212 | 10161500800001 | Ladda upp en bild av detta fornminne      |
| Uddevalla 99:1             | Fästning/skans              |              | Uddevalla, Bohuslän |       | 58.350251, 11.920888 | 10161500990001 | Ladda upp en till bild av detta fornminne |
| Uddevalla 103:1            | Begravningsplats            |              | Uddevalla, Bohuslän |       | 58.339659, 11.927482 | 10161501030001 | Ladda upp en bild av detta fornminne      |
| Uddevalla 105:1            | Stensättning                |              | Uddevalla, Bohuslän |       | 58.329521, 11.996003 | 10161501050001 | Ladda upp en bild av detta fornminne      |
| Uddevalla 105:2            | Stensättning                |              | Uddevalla, Bohuslän |       | 58.329401, 11.995934 | 10161501050002 | Ladda upp en bild av detta fornminne      |
| Uddevalla 122:1            | Röse                        |              | Uddevalla, Bohuslän |       | 58.404751, 11.926062 | 10161501220001 | Ladda upp en bild av detta fornminne      |
| Uddevalla 162:1            | Gravfält                    |              | Uddevalla, Bohuslän |       | 58.364054, 11.891229 | 10161501620001 | Ladda upp en bild av detta fornminne      |
| Uddevalla 175:1            | Stensättning                |              | Uddevalla, Bohuslän |       | 58.337634, 12.059396 | 10161501750001 | Ladda upp en bild av detta fornminne      |
| Uddevalla 175:3            | Stensättning                |              | Uddevalla, Bohuslän |       | 58.337568, 12.059712 | 10161501750003 | Ladda upp en bild av detta fornminne      |
| Uddevalla 253:1            | Stensättning                |              | Uddevalla, Bohuslän |       | 58.324846, 12.068974 | 10161502530001 | Ladda upp en bild av detta fornminne      |
| Uddevalla 253:2            | Stensättning                |              | Uddevalla, Bohuslän |       | 58.324719, 12.069123 | 10161502530002 | Ladda upp en bild av detta fornminne      |
| Uddevalla 264:1            | Grav markerad av sten/block |              | Uddevalla, Bohuslän |       | 58.349584, 12.095278 | 10161502640001 | Ladda upp en bild av detta fornminne      |